# Jamil Mahuad
Jorge Jamil Mahuad Witt (Loja, 29 de julio de 1949) es un abogado, académico y político ecuatoriano. Fue presidente del Ecuador entre el 10 de agosto de 1998 y el 21 de enero de 2000, cuando fue derrocado por un golpe de Estado. Durante su corto pero intenso mandato, impulsó reformas clave en medio de una grave crisis económica, incluyendo la dolarización del país y la firma del acuerdo de paz definitivo con Perú, por lo que fue nominado al Premio Nobel de la Paz.
Figura destacada del partido Democracia Popular (DP), Mahuad ocupó importantes cargos públicos: ministro de Trabajo, diputado, y alcalde de Quito en dos periodos consecutivos (1992-1998), donde implementó políticas de desarrollo urbano, modernización administrativa y programas sociales pioneros. Su gestión como alcalde le valió reconocimiento nacional e internacional. En 1998 fue elegido presidente tras vencer en segunda vuelta electoral a Álvaro Noboa.
Su administración enfrentó la llamada “tormenta perfecta”: una combinación de crisis internas y externas que provocaron el colapso financiero más grave del país en décadas. Pese a ello, Mahuad impulsó políticas que hoy son consideradas de Estado, como la creación del Bono Solidario, el fortalecimiento del sistema tributario, el saneamiento bancario, la protección ambiental del Yasuní, y la cooperación internacional en la lucha contra el narcotráfico.
Tras su salida del poder, Mahuad se estableció en Estados Unidos, donde ha trabajado como académico en la Universidad de Harvard y ha sido conferencista en temas de gobernabilidad, paz y desarrollo. 

## Biografía
Nació en el 29 de julio de 1949 en Loja. Sus padres son ecuatorianos: Jorge Antonio Mahauad Chalela, hijo de inmigrantes libaneses y Rosa Witt García, nieta del científico Ernst Witt, inmigrante alemán que se estableció en el Ecuador en 1878 y formó su familia en Loja.  
Jamil Mahuad vivió sus primeros dos años en Loja, después 15 años en Guayaquil y la mayor parte de su vida en Quito.  
Estudió la primaria en la escuela de los Hermanos Cristianos -La Salle- y el Instituto Particular Abdón Calderón en Guayaquil. Sus primeros cuatro años de estudios secundarios los realizó en el colegio Javier (Guayaquil), el quinto curso en el colegio La Dolorosa (Loja) y el sexto curso en el Colegio San Gabriel (Quito), donde se graduó (1968). Estudió los dos primeros años de jurisprudencia en la Universidad Nacional de Loja y los terminó en la Pontificia Universidad Católica del Ecuador, donde se graduó de Licenciado en Ciencias Políticas y Sociales (1973) y de Doctor en Jurisprudencia y Abogado de los Tribunales de la República (1978). Fue elegido presidente de la Federación de Estudiantes de la Universidad Católica del Ecuador (FEUCE). Años más tarde, obtuvo la Maestría en Administración Pública en la Kennedy School of Government de la Universidad de Harvard (1989).  

## Funciones públicas
Jamil Mahuad y el expresidente Osvaldo Hurtado han sido las dos figuras históricas más importantes del partido Democracia Popular (DP). Debutó en la administración pública a los 31 años, durante el gobierno de Osvaldo Hurtado, gerenciando la Empresa Nacional de Productos Vitales (ENPROVIT), la agencia estatal encargada de vender productos alimenticios básicos a menor precio a los sectores más pobres de la población . Fue el representante del presidente Hurtado en el Comité Unidos Somos Más, encargado de atender a los damnificados por el fenómeno de El Niño en 1982. Los ciudadanos lo reconocieron como uno de los 10 ecuatorianos más importantes del año en la encuesta realizada por Gallup al fin de ese año.
A los 33 años ocupó el ministerio de Trabajo y Relaciones Humanas desde marzo de 1983 hasta agosto de 1984. Fue considerado el segundo mejor ministro del Gabinete (después del ministro de Gobierno, Vladimiro Álvarez Grau) en la encuesta de Gallup de diciembre de 1983.
El presidente Hurtado constituyó y dirigió, por primera vez en el Ecuador, un Gabinete en la sombra (Shadow cabinet en la cultura política inglesa) conformado por los exministros de su gabinete encargados de hacer un seguimiento de las acciones y decisiones del gobierno de su sucesor, León Febres Cordero. Jamil Mahuad fue el vocero de ese gabinete. 
En 1986, Jamil Mahuad participó por primera vez como candidato en una elección popular y obtuvo la diputación por la provincia de Pichincha, a la que pertenece Quito, la ciudad capital del Ecuador. Fue reconocido como uno de los 5 mejores diputados del Congreso Nacional en 1986, 1987 y 1988 por su trabajo como presidente de la Comisión de Fiscalización del parlamento que denunció y persiguió actos de corrupción de ciertos ministros del gobierno de León Febres Cordero.
Debido a su reputación y popularidad fue escogido como el candidato presidencial de la Democracia Popular en 1988. Obtuvo el quinto lugar entre 10 candidatos (11% de los votos), detrás de Rodrigo Borja, Sixto Durán-Ballén y Abdalá Bucaram, quienes llegarían a ser presidentes del Ecuador.
Hizo un paréntesis político en 1988 para estudiar la maestría en administración pública en la Kennedy School of Government de la universidad de Harvard. Se graduó en 1989. 
De regreso al Ecuador fue reelegido diputado por Pichincha en 1990. Para atender mejor a las crecientes y complejas dificultades que presentaba la administración de una ciudad del tamaño de Quito, presentó el proyecto de ley para transformar al tradicional municipio quiteño, similar a cualquier otro en el país, en un Distrito Metropolitano, e inició su trámite (1993). Por oponerse a la amnistía del exalcalde de Guayaquil, Abdala Bucaram, quien enfrentaba juicios de corrupción, fue agredido por familiares y seguidores del exalcalde Bucaram en el recinto legislativo, junto con los diputados Vladimiro Álvarez Grau y Alberto Dahik.
En 1992 fue elegido alcalde de Quito por un periodo de cuatro años. Obtuvo gran reconocimiento ciudadano porque proveyó de agua potable, alcantarillado, asfalto de las calles, canchas deportivas, casas comunales y espacios verdes a los barrios más pobres del cantón. Expropió los terrenos e inició la construcción del Parque Metropolitano, construyó el nuevo zoológico de Quito, culminó la construcción del anillo periférico de la ciudad, fue honrado con el apelativo de “Alcalde de la cultura” porque rescató el Centro Histórico de Quito de la tugurización en que había caído e inauguró icónicas obras públicas como el Museo de la Ciudad en el antiguo hospital San Juan de Dios (el segundo más antiguo de América). Para “predicar con el ejemplo” y demostrar su fe en este proyecto inauguró la “Casa de los Alcaldes” en una casa histórica ubicada en el costado de la plaza de la Independencia e inclusive se trasladó a vivir ahí. Diseñó e implementó un proyecto original y único en América Latina: “Agosto mes de las Artes”. 
Coordinó las acciones con el Congreso Nacional hasta obtener la aprobación de la Ley del Distrito Metropolitano de Quito. Fue el primer "Alcalde Metropolitano de Quito" y en uso de sus nuevas atribuciones modernizó al cabildo, descentralizó la administración con la creación de administraciones zonales y asumió la planificación, gestión y control del transporte urbano que antes estaba en manos de la Policía Nacional. Su obra más emblemática fue el diseño y la construcción del primer sistema de transporte público integrado del Ecuador usando como eje el sistema de trolebuses. 
Las encuestas lo calificaron como el mejor Alcalde de Quito, honor que compartió con su coideario, el exalcalde Rodrigo Paz. Mahuad fue reelegido alcalde en 1996 con el 59% de los votos (el segundo obtuvo el 29%) para un período que debía de concluir en el año 2000. Su partido, la Democracia Popular, obtuvo cuatro de los ocho concejales elegidos. Ya para entonces era considerado un claro aspirante a la presidencia del Ecuador. 
En enero y febrero de 1997 fue parte del liderazgo opositor al gobierno de Abdalá Bucaram que culminó en la destitución del mismo (febrero de 1997). El presidente del Congreso, Fabián Alarcón, fue designado presidente interino por el parlamento hasta que se realizaran las nuevas elecciones (1998).  
En marzo de 1997 concurrió a Barcelona España, invitado por el Banco Interamericano de Desarrollo (BID), para compartir durante la Asamblea anual de esa organización las experiencias exitosas de sus alcaldías con otros alcaldes de ciudades capitales iberoamericanas. Mientras participaba en un panel sufrió un derrame cerebral.

### Campaña presidencial

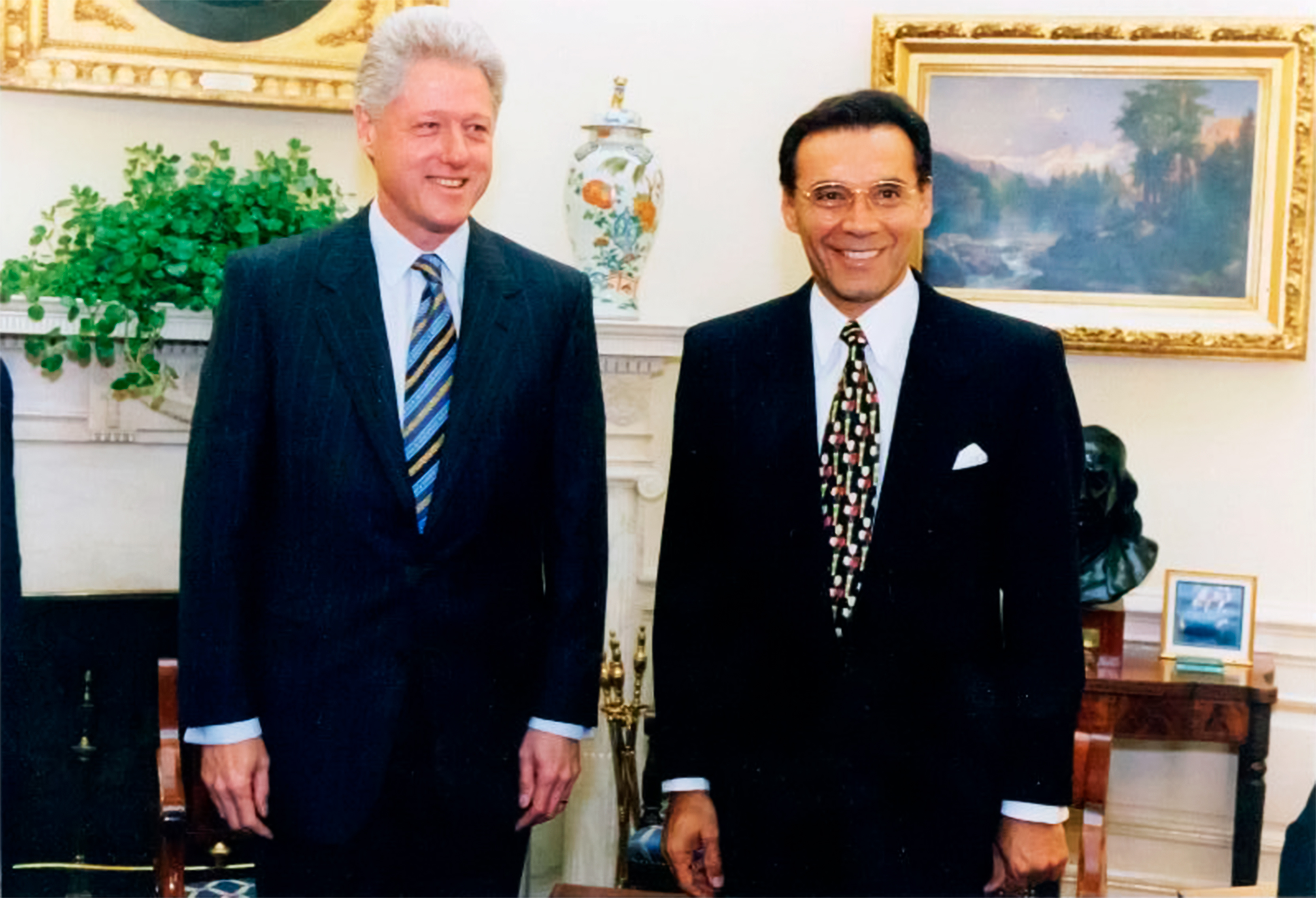
Encuentro Jamil Mahuad y Bill Clinton - Casa Blanca, Estados Unidos

Mahuad se presentó a las elecciones presidenciales del Ecuador en 1998, en binomio con Gustavo Noboa, por el partido Democracia Popular (DP-UDC), del cual había sido presidente nacional, esto es su máximo responsable, en los períodos 1987-1988 y 1991-1993.  Entre 1991 y 1998 sirvió asimismo como vicepresidente para el Área Andina de la Organización Demócrata Cristiana de América (ODCA) y vicepresidente de la Unión de Ciudades Capitales Iberoamericanas (UCCI).
Mahuad proyectaba una imagen de político serio y capacitado; se definía como partidario de la economía social de mercado y de la “tercera vía” ( políticas públicas conservadoras en el manejo económico, y proactivas para atender las necesidades más apremiantes en lo social) que defendían los presidentes Bill Clinton, Fernando Henrique Cardoso y el primer ministro británico, Tony Blair.   
Hizo un diagnóstico técnico de la negativa situación económica y social en la que recibía el Ecuador y delineó sus objetivos de gobierno. Estos contemplaban un programa económico con el FMI, que el Ecuador no había conseguido en los últimos cinco años, y establecían dos claras prioridades: una, evitar por razones morales, éticas, militares y económicas una nueva guerra con el Perú (ambos países habían sostenido en enero y febrero de 1995 una breve pero intensa guerra fronteriza en la cuenca alta del río Cenepa, último episodio de más de medio siglo de escaramuzas periódicas), y dos, alcanzar la estabilidad económica como base necesaria para el desarrollo equilibrado y sustentable del Ecuador. Propuso el recorte del déficit del presupuesto del Estado (6.9 % del PIB) mediante el control del gasto público excesivo que había caracterizado a las administraciones anteriores; mejorar la recaudación fiscal, atraer a la inversión extranjera y avanzar con los procesos de privatización de empresas públicas como lo hacían otros países de América Latina. Junto con estas medidas de saneamiento y desregulación, anunció un ambicioso plan contra la pobreza, reformas en el sistema educativo y la creación de 900.000 puestos de trabajo por contrataciones de obras públicas.   
En la campaña electoral, Mahuad propuso “hacer por el Ecuador lo que hice por Quito”; es decir, replicar en el Ecuador los programas de educación, salud, construcción de infraestructura básica y cultura que cambiaron la situación de la capital y ofreció estabilizar la economía del país, gobernar con transparencia y evitar que vuelva a instalarse la corrupción que caracterizó al gobierno del expresidente Abdalá Bucaram, jefe de la candidatura de Noboa.
Triunfó en primera vuelta (31 de mayo de 1998) con el 36% de los votos y obtuvo una diferencia porcentual de 9% sobre quien llegó segundo, su oponente el abogado Álvaro Noboa, del Partido Roldosista Ecuatoriano (27%). Ambas cifras representaron el porcentaje más alto y la diferencia más grande obtenidos por un candidato desde que el Ecuador volvió a la democracia en 1979.    
Ganó el balotaje (51,2% a 48,8%) el 12 de julio de 1998. El Tribunal Supremo Electoral del Ecuador y serios observadores internacionales como la OEA y el Centro Carter desestimaron por infundados los reclamos de fraude electoral presentados por el candidato perdedor.

### La Administración del presidente Mahuad: seis políticas públicas que devinieron en políticas de Estado
El presidente Mahuad se posesionó el 10 de agosto de 1998 y gobernó hasta el 21 de enero de 2000, fecha en la que fue derrocado por el primer golpe de Estado militar del nuevo milenio en el mundo. El mismo día de su posesión, entró en vigencia la nueva Constitución, que pretendía poner fin a la inestabilidad política que había caracterizado al Ecuador en los últimos años. 
Su hija Paola Mahauad Calderón ejerció el papel de Primera Dama pues Mahuad estaba divorciado de Tatiana Calderón Ledesma, reina de Quito del año 1971.  
Gobernó con total respeto a la democracia y a los derechos humanos a pesar de que su mandato estuvo afectado por la “tormenta perfecta” que produjo la más grande crisis económica del Ecuador en 70 años. Esta tormenta se produjo porque los cuatro productos ecuatorianos que representaban el 81% de las exportaciones sufrieron pérdidas históricas: los tres primeros, el banano, el camarón y la pesca fueron devastados por el fenómeno de El Niño, considerado el peor en 500 años. El precio del cuarto producto, el petróleo, llegó a caer hasta a menos de siete dólares por barril, es decir por debajo del costo de producción.
La caída de las exportaciones generó la falta de oferta de dólares por lo que su precio subió y produjo la continua depreciación del sucre. Esa depreciación se reflejó en la rápida escalada de los precios internos, lo que originó una alta inflación.  
En esas circunstancias, el gobierno intentó obtener financiamiento temporal (créditos puente) tanto de los mercados como de las instituciones financieras internacionales; pero no los pudo conseguir porque los mercados internacionales de crédito se encontraban cerrados como consecuencia de varias crisis sucesivas: la mexicana, las del sudeste asiático, la brasileña y la rusa (que estalló pocos días después de que Mahuad asumiera la presidencia). Está situación económica sin precedentes generó una crisis social y luego una crisis política.
En su gobierno de apenas 17 meses, Mahuad adoptó siete políticas gubernamentales, seis de las cuales permanecen hasta hoy convertidas en políticas de Estado. Ellas son: 1. La firma de la paz definitiva con el Perú (por lo que fue nominado al Premio Nobel de la Paz). 2. La creación de una red de protección social que tiene como eje el Bono Solidario. 3. La organización del Servicio de Rentas Internas (SRI). 4. El saneamiento del sistema bancario cuyos beneficios efectos permanecen hasta ahora (a partir de una auditoría internacional rápida, independiente y transparente reveló la situación de cada institución financiera lo que determinó el cierre de los bancos mal manejados y la consolidación de los buenos, y el inicio de juicios penales contra sus inmorales administradores). 5. La declaratoria de área intangible a la zona de los ríos Yasuní y Cuyabeno en la jungla ecuatoriana (por lo que recibió el premio “Regalo a la Tierra” otorgado por el Fondo Mundial para la Naturaleza-WWF) . 6. La dolarización de la economía ecuatoriana respaldada hasta hoy por más del 90% de la población.
Además de estas seis políticas de Estado, Mahuad introdujo como una séptima política pública el combate frontal contra el naciente narcotráfico. Como parte de esa política suscribió el denominado “Acuerdo de Cooperación concerniente al Acceso y Uso de los Estados Unidos de las instalaciones en la Base de la Fuerza Aérea Ecuatoriana en Manta para Actividades Aéreas Antinarcóticos”.  

#### 1. Firma del acuerdo definitivo de  paz con el Perú (Brasilia, 26 de octubre de 1998)
En su discurso de posesión, el presidente Mahuad invitó al presidente Fujimori del Perú a iniciar un proceso de conversaciones de paz, que arrancó en Asunción del Paraguay cuatro días más tarde, el 14 de agosto de 1998. Los presidentes decidieron participar directamente en esas conversaciones, calificadas por la prensa como la “Diplomacia Presidencial”. Al cabo de 77 días y de 10 reuniones internacionales (Asunción, Panamá, Brasilia, Washington, Nueva York, Oporto), los dos países firmaron el acuerdo de paz que cerró definitivamente las fronteras en Brasilia, el 26 de octubre de 1998.  
En la firma estuvieron presentes los mandatarios de tres de los países garantes del Protocolo de Río de Janeiro (Menem de Argentina, Cardoso de Brasil y Frei de Chile). Los Estados Unidos, el cuarto país Garante, estuvo representado por Mac McLarty, el Consejero de Seguridad Nacional del presidente Bill Clinton. También concurrieron los reyes de España, los presidentes Banzer de Bolivia y Pastrana de Colombia y un representante del Papa Juan Pablo II.
El Acta Presidencial de Brasilia dio por terminadas de manera global y definitiva las 'discrepancias ' históricas entre las dos Repúblicas; señaló la frontera terrestre común; incorporó  un moderno y actualizado Tratado de Comercio y Navegación; creó medidas de seguridad y confianza, y comprometió a los dos Estados a participar en un amplio Acuerdo de Integración Fronteriza, Desarrollo y Vecindad, cuyo contenido especificó claramente.
Fue mérito de Mahuad haber dado prioridad a la paz que acabó con siglos de largos y costosos conflictos, haber asumido personalmente la negociación, haberla llevado a un plano político y haberla conseguido en dos meses y medio.  
En palabras del presidente Clinton, este tratado “resolvió la fuente de conflicto internacional armado más antigua del hemisferio”. Los presidentes Fujimori y Mahuad fueron nominados al Premio Nobel de la Paz (1999) por este logro. 
Las universidades San Marcos y del Pacífico, de Lima; de Arequipa, y la Universidad San Francisco de Quito concedieron al presidente Mahuad el doctorado honoris causa como reconocimiento de este logro. 
El nivel de aprobación popular del presidente Mahuad era el más alto obtenido por un presidente luego de cuatro meses de gobierno desde que el país volvió a la democracia. Una manifestación de aquello ocurrió en la Plaza de Toros de Quito el 1 de diciembre de 1998, fecha en que por primera y única vez en la historia los aficionados sacaron a Mahuad junto con el matador El Juli en hombros y por la puerta grande al terminar la corrida.
Pocos días después, el diario El Comercio de Quito le eligió al presidente Mahuad “Personaje del año 1998”.

#### 2. Creación del Bono de la Pobreza: eje de la red de protección social a los más pobres
Mahuad encontró obstáculos infranqueables desde el primer momento para la ejecución de sus proyectos económicos. En las primeras semanas de su administración y mientras negociaba la paz con el Perú, tomó decisiones impopulares pero necesarias para controlar el déficit fiscal que combinado con la “tormenta perfecta” que afectaba al Ecuador producía una acelerada depreciación del sucre y altas tasas de inflación: El 14 de septiembre de 1998, apenas 35 días después de asumir la Presidencia, Mahuad anunció en cadena nacional de radio y televisión dos decisiones históricas: la supresión total de los subsidios al gas y a la electricidad —que a partir de entonces se venderían al precio real de mercado— y la reducción del subsidio al diésel. Si la economía hubiese estado dolarizada la medida se habría mantenido hasta hoy porque el precio en dólares que se pagaba por la importación de gas y el diésel se habría establecido también en dólares para el consumidor. Lamentablemente, esta medida no pudo mantenerse porque la constante devaluación del sucre frente al dólar produjo rápidamente un nuevo desfase del precio.  
Como el costo de esas medidas de austeridad afectaban directamente a la población más vulnerable, el presidente Mahuad puso en práctica su filosofía conservadora en lo económico y proactiva en lo social mediante una creativa y novedosa red de protección para los más pobres que arrancó con tres acciones: la creación del Bono Solidario (un sistema de compensaciones que transfería dinero en efectivo a las mujeres cabeza de familias vulnerables y a personas de la tercera edad); los programas de desayuno y almuerzo escolar (que garantizaban la nutrición infantil e incentivaban a los padres a mandar sus hijos a la escuela; y el Bono de Vivienda (que integraba el “ABC de la Vivienda”: la combinación de A, por  ‘ahorro personal’, B por ‘bono estatal’ y C por ‘crédito privado’). 
El Bono Solidario fue la creación más importante en el campo social del gobierno Mahuad. Consistía en un programa de entrega de dinero (no de productos, especies o cupones) a la población más necesitada del país para compensarla por el impacto de la supresión de los subsidios. Desde el uno de noviembre de 1998 toda mujer madre de por lo menos un hijo menor de 18 años que no estuviera afiliada al Seguro Social tuvo derecho a recibir un bono de 100.000 sucres. El censo de las madres beneficiarias y la forma del  pago de los bonos demuestran la enorme dosis de creatividad administrativa, la profunda compenetración con la cultura ecuatoriana y las notables habilidades de negociación que poseía el presidente Mahuad: para el censo obtuvo la ayuda de las iglesias constituidas en el Ecuador, en especial de la Iglesia Católica: cada beneficiaria debía registrarse con el párroco de la iglesia más cercana, al que debía presentar su documento de identidad, la partida de nacimiento de su hijo o hija y jurar que decía la verdad. Para el pago del Bono consiguió la colaboración del sistema bancario nacional: cada oficina bancaria recibía el listado alfabético de las beneficiarias a quienes pagaba contra presentación del documento de identidad en la oficina bancaria donde se hubiera presentado para reclamarlo. Al día siguiente del pago, el Banco Central del Ecuador reembolsaba en la cuenta de cada banco participante el monto pagado. El mismo proceso de registro y cobro se aplicó para pagar un bono de 50.000 sucres a los adultos mayores de 65 años.  
El Bono Solidario fue pionero en su concepción (la determinación de los beneficiarios), administración (su mecanismo operativo), costo y fuente de financiamiento. Constituyó una acción sin precedentes en el país por su fondo, su forma y su rapidez de ejecución. Por primera vez en la historia, un Gobierno ecuatoriano conseguía la participación de la Iglesia Católica (que siempre se mantenía al margen de los proyectos estatales para evitar involucrarse en temas políticos), y de la red bancaria nacional para la entrega del dinero a los beneficiarios (como la telefonía celular era incipiente y cara, y los teléfonos no eran “inteligentes”, pues solo servían para hablar, no había posibilidad de transferir fondos de manera electrónica a las madres beneficiarias ni a las personas de la tercera edad). De esta forma, se creó un programa masivo de ayuda social que no incrementó en un solo centavo el presupuesto de operación del Gobierno y que no añadíó un solo puesto burocrático para su ejecución. En apenas 46 días, el presidente Mahuad puso en práctica la totalidad del programa de mayor cobertura social en la historia del Ecuador: empezó con su lanzamiento el 15 de septiembre de 1998, pasó por la inscripción de los beneficiarios y concluyó con la primera entrega mensual del bono el 4 de noviembre. 
El efecto fiscal combinado de la reducción de los subsidios al gas, la electricidad y el diésel que le ahorraron al Estado USD 530 millones anuales y el costo fiscal del programa del Bono Solidario que generó un gasto de USD 217 millones anuales (USD 58 millones por los dos meses que se pagaron en 1998), le generó al Estado ecuatoriano un ingreso de USD 313 millones por año, la enorme cifra de 1,75 % del PIB. 
El Bono Solidario no solamente protegía a la población más vulnerable del país de manera real y efectiva sino que también reunía todas las características técnicas de un buen subsidio: focalizado, pues no era universal e indiscriminado, sino que lo recibían en sus manos quienes lo necesitaban; cuantificable, pues había una cantidad fijada en el presupuesto general del Estado; explícito, pues se entregaba en dinero, no en especie; transparente, pues podía ser controlado y auditado con facilidad; eficiente, pues por su forma de registro y pago, sus costos de distribución eran mínimos comparados con los de otros subsidios; honesto, pues no involucraba agendas escondidas ni costos ocultos; y, por último, oportuno y fiable, pues era pagado en los primeros días de cada mes. El impacto social del programa fue monumental, pues en 46 días se registraron 1,2 millones de beneficiarias, lo que correspondía al 10 % de la población del Ecuador en ese momento.

#### 3. El renovado Servicio de Rentas Internas (SRI)
Uno de los problemas más serios del Ecuador era la bajísima recaudación de impuestos. El presidente Mahuad lo corrigió mediante la reestructuración profesional y profunda del Servicio de Rentas Internas (SRI), recientemente creada, que pasó de ser una raquítica subsecretaría del Ministerio de Finanzas, con niveles de corrupción escandalosos, a convertirse en una institución limpia con estructura moderna y control estricto a los funcionarios. Nombró como su directora a Elsa de Mena (funcionaria enérgica, capaz y honesta con quien trabajó cuando ella se desempeñó como directora financiera de la Empresa de Agua Potable de Quito) y le garantizó todo el apoyo político, administrativo y técnico del Gobierno. 
La transformación del SRI fue radical, rápida y total: apenas un año más tarde, a diciembre de 1999, el SRI había recaudado el doble de impuestos que a diciembre de 1998.

#### 4. El saneamiento bancario
El gobierno inició conversaciones con el FMI tan pronto ganó la segunda vuelta. La eliminación del subsidio a los combustibles, la creación del Bono Solidario y el impulso al cobro de impuestos a través del SRI fueron decisiones coincidentes con la filosofía del Fondo. También lo fue la presentación del proyecto de Ley de incremento del IVA del 10 al 15% requerida para financiar el Presupuesto de 1999.  
Sin embargo, la reacción del Congreso fue negativa y recrudeció el tradicional bloqueo político y económico ecuatoriano. Los mercados interpretaron la falta de acuerdo entre el ejecutivo y el legislativo como una señal de que venían tiempos peores (mayor devaluación e inflación), lo que aceleró la demanda de dólares que tuvo el efecto, a su vez, de una profecía autocumplida. Aceleró este proceso la decisión del Banco Central, independiente del Ejecutivo, que aprobó la flotación del sucre para reducir la pérdida de reservas monetarias. Esa medida, que no fue coordinada con el gobierno, equivalió a una devaluación del sucre e incrementó el déficit fiscal lo que alejó la posibilidad de un programa con el FMI. 
El Banco Central del Ecuador, siguiendo las prácticas usuales para estos casos, había incrementado exorbitantemente las tasas de interés (lo que causaba el cierre de muchas empresas endeudadas) sin conseguir que bajara la demanda de dólares por lo que su precio y la fuga de divisas seguían aumentando. 

##### Salvados de la hiperinflación por el congelamiento de Depósitos y Préstamos
En la última semana de febrero y la primera semana de marzo de 1999, la macro devaluación monetaria gatilló un brote hiperinflacionario en el Ecuador, como lo describían los titulares de los principales diarios: Operaciones del Banco Central con tasas de 180 % (El Universo, 16 de enero), Las tasas no frenaron al dólar (El Universo, 12 de febrero),  Ecuador en terapia intensiva (El Universo, 21 de febrero), Dólar inició flotación (El Universo, 13 de febrero), El Banco Central no logra controlar alza del dólar (Hoy, 23 de febrero), Dólar sobrepasa los 10 mil sucres (Hoy, 23 de febrero), El dólar no termina de estabilizarse, con la flotación la divisa se devalúa 28 % en las últimas dos semanas (El Comercio, 27 de febrero), En 30 % se devaluó el sucre en dos meses (El Universo, 1 de marzo), El dólar remece todos los pisos. 40 importadoras en Guayaquil no atendieron al público. Los deudores sin alternativa (el diario cita que un canal de televisión mencionó que la divisa subió a 18.000 sucres) (El Comercio, 4 de marzo), El dólar remece al Ecuador (El Comercio, 4 de marzo), El dólar deprime al Ecuador. El dólar llegó a los 19.000 sucres (El Universo, 4 de marzo),  El día en que el dólar se volvió loco (El Comercio, 4 de marzo),  El sucre se depreció 42 % en solo 20 días (Expreso, 5 de marzo), El dólar mantiene en zozobra a la población. Varias empresas han enviado de vacaciones obligadas a su personal (El Universo, 6 de marzo), Dólar marca precios. Tarifas aéreas sobre el 40 %. Cemento, 32,5 %. Comerciantes especulan (Hoy, 6 de marzo).
En este ambiente de pánico financiero se formaban tres colas en los bancos: la primera para cambiar cheques por sucres; la segunda para comprar dólares con esos sucres y la tercera para enviar los dólares al exterior (o guardarlos en la casa). Alrededor del 70 % de los ecuatorianos no poseían cuentas bancarias ni tenían relación alguna con el sistema financiero por lo que no participaban en estas transacciones y sufrían sin poder defenderse la devaluación del sucre y el aumento desmesurado de precios.  
El evidente malestar social condujo a la convocatoria de un paro nacional de actividades para el 10 y 11 de marzo por parte de organizaciones sociales, y que fue apoyada por la Izquierda Democrática, Pachakutik y Nuevo País.  
El presidente Mahuad refiere en su libro Así dolarizamos al Ecuador que quienes habían experimentado en carne propia las hiperinflaciones en otros países la comparaban con un tigre que saltaba sobre su presa al que había que matar con un tiro en la cabeza mientras estaba saltando, porque si solamente se le hería —así fuera de gravedad—destrozaría a su presa antes de morir. El tigre ya había saltado sobre el Ecuador cuya suerte dependía de disparar con precisión esa ‘bala de plata’ que matara al tigre antes de que cayera encima del pueblo ecuatoriano.
El 3 de marzo, el dólar alcanzó los 19.000 sucres. La demanda de dólares se había incrementado ante el rumor de que el Banco Central se disponía a incautar las divisas y a pagarlas en sucres. El río de la economía se había empezado a precipitar en la catarata del caos descontrolado causado por la hiperinflación. El presidente Mahuad explica que la incertidumbre era enorme; pero que como el Banco Central había agotado los mecanismos de incentivos y castigos amistosos con el mercado (market friendly, en la expresión inglesa) sin conseguir sus objetivos, él estaba forzado a escoger con decisión y rapidez entre dos opciones dramáticas para enfrentar la peor crisis ecuatoriana en más de 70 años: sacar el pie de la hiperinflación y retroceder a una economía inflacionaria pero controlable, o meter el otro pie en la hiperinflación y ser arrastrados por ella.
La única bala de plata para matar a la hiperinflación que había funcionado en otros países consistía en impedir por la fuerza que las personas sacaran los sucres de sus cuentas bancarias para comprar dólares y mandarlos al exterior. En otras palabras, la única bala de plata consistía en congelar temporalmente su dinero, y así parar en seco la compra de dólares hasta que la situación se calmara y hubiese desaparecido el pánico. Se encontraba forzado a elegir entre el congelamiento o la hiperinflación;  entre la pérdida de su capital político si congelaba y el descalabro de la economía de los más pobres si no lo hacía: si congelaba los depósitos perdía todo su capital político acumulado en largos años de servicio público; pero impedía que los depósitos desaparecieron casi por completo engullidos por la hiperinflación. Si no tomaba la decisión, si dejaba que todo, literalmente, “se fuera al diablo”,  nadie le acusaría del congelamiento pero los depósitos desaparecerían casi de inmediato. 
El tiempo corría y la hiperinflación y el dólar crecían desaforadamente, no podía perder ni un minuto más.  
El presidente Mahuad argumenta que era su obligación moral frenar esa hecatombe y por eso con mucho dolor eligió su sacrificio político en favor de la opción que favorecía a la mayoría del Ecuador, que no tenía depósitos bancarios. Tomó tres decisiones críticas: 1. Decretó el congelamiento del 50 % de los depósitos y de los créditos bancarios en el país, al postergar por un año los vencimientos de los préstamos de los clientes con los bancos. 2. Dispuso un incremento sustancial (174%) de los precios de los combustibles, los cuales ofreció bajar cuando el Congreso subiera los impuestos. 3. Pidió que las autoridades a cargo del control bancario contrataran una auditoría internacional de todo el sistema bancario ecuatoriano, incluyendo los bancos extranjeros que operaban en el país, para conocer la situación real en que se encontraban.
Como el congelamiento no podía producirse con los bancos abiertos, la Junta Bancaria ordenó un feriado bancario para preparar los detalles jurídico-técnicos que permitieran su ejecución.  
Estas medidas produjeron  las tres consecuencias esperadas: en lo económico, mataron de raíz la hiperinflación: el dólar bajó de los 19.000 sucres que había alcanzado en su tope máximo a 9.800 y se mantuvo en cifras similares por algún tiempo; en lo político, hirió de muerte el apoyo ciudadano a la gestión presidencial: produjo un tsunami de indignación nacional ante el congelamiento y el aumento de los precios de los combustibles y la Asociación de Bancos Privados del Ecuador en pleno protestó por el congelamiento, el feriado y las auditorías.
En ese caldo de cultivo ideal proliferaron las teorías de la conspiración. La más difundida sostenía que el Gobierno había decretado el congelamiento para proteger a los banqueros del país, a pesar de que estos habían protestado públicamente por la medida, y, en especial, al Banco del Progreso. 
El 17 de marzo el país quedó paralizado por una huelga general; el Congreso Nacional incrementó parcialmente los impuestos solicitados por el gobierno y el presidente Mahuad rebajó el alza de los combustibles al 49% y levantó el estado de emergencia implantado a raíz de los disturbios. La rectificación parcial de Mahuad consiguió desactivar la crisis social por el momento. 

##### Orden de auditar a todo el sistema financiero
El Gobierno tenía dos deberes esenciales que cumplir: la obligación legal de pagar el dinero de los depositantes y hacerlo al menor costo fiscal posible para el Estado. Para cumplir con ellos necesitaba saber exactamente cuál era la situación del sistema financiero ecuatoriano porque la información proporcionada por la mayoría de los bancos y por las autoridades de control no era confiable.  
Por esta razón, el presidente Mahuad, fundamentado en lo dispuesto en la ley de la AGD, ordenó la inmediata contratación de auditorías internacionales. Los términos de referencia de estas auditorías fueron aprobados por los organismos internacionales de crédito, en especial por el Banco Mundial, con el fin de inspeccionar de una manera profesional, objetiva, transparente e imparcial cada uno de los bancos y determinar sus verdaderos niveles de solvencia y liquidez. Las convocatorias fueron publicadas en los diarios especializados de mayor circulación mundial y se presentaron al concurso las mejores auditoras del mundo. En una demostración de total transparencia, el gobierno publicó en los diarios ecuatorianos, antes de que empezaran las auditorías, los criterios con los que iba a juzgar la viabilidad de los bancos auditados. 
Les correspondió a la Superintendencia de Bancos y a la Agencia de Garantía de Depósitos (AGD), organismo creado por el Congreso a finales de 1998 para garantizar la devolución de la totalidad de los depósitos de los clientes del sistema financiero, recibir las auditorías internacionales y tomar decisiones sobre ellas.

##### Cierra el Banco del Progreso
En la semana siguiente al congelamiento, el banquero Fernando Aspiazu Seminario, dueño y principal ejecutivo del Banco del Progreso, solicitó un crédito al Banco Central del Ecuador. Este se lo negó, argumentando falta de garantías suficientes por parte del solicitante. 
Frente a la negativa del crédito, de manera inusitada y sorpresiva Aspiazu cerró las puertas del Banco del Progreso el lunes 22 de marzo y dejó de pagar los depósitos a sus clientes. Acusó al Gobierno de perjudicar al banco, cuya sede central estaba en Guayaquil, para favorecer a bancos serranos y organizó lo que denominó una “marcha del guayaquileñismo”, que partió del banco cerrado y se eligió por la avenida 9 de Octubre a la Alcaldía de la ciudad para pedir el respaldo del alcalde (y expresidente del país) León Febres Cordero, quien era en ese entonces el líder político más poderoso y popular de la Costa. Aspiazu marchaba en el centro de la primera fila rodeado por varios dirigentes políticos de la provincia de Guayas y dirigentes de sectores empresariales de la ciudad (entre los cuales estaban Joyce de Ginatta, presidenta de la Cámara de la Pequeña Industria de Guayaquil, y Joaquín Zevallos, presidente de la Cámara de Comercio de Guayaquil). Se calcula que se congregaron unas 10,000 personas indignadas. 
Si el gobierno hubiese querido favorecer al Banco del Progreso como lo acusaban los opositores de izquierda, aquí tuvo la oportunidad de hacerlo:  las cúpulas política y económica de Guayaquil envolvieron al banco cerrado en la bandera de Guayaquil y convirtieron el problema de un banco manejado por un corrupto en un problema político regional con riesgo de una guerra civil. Culpaban al gobierno por el cierre; para el gobierno lo más fácil hubiese sido ceder a la presión política y lo increíblemente difícil era resistirla. 
Sin embargo, el presidente Mahuad resistió a la presión y el Banco del Progreso siguió cerrado y jamás reabrió sus puertas. Esa es la prueba más contundente para demostrar que el Gobierno buscaba el interés nacional y actuaba con independencia de los intereses de los banqueros.
Aspiazu continuó con aquello de que  “el ataque es la mejor defensa” y ordenó que los medios de comunicación de su propiedad empezaran una campaña sosteniendo que él había cerrado el banco por culpa del Gobierno y, en un gesto de espectacularidad mediática, se puso a sí mismo en situación de arraigado voluntario y entregó su pasaporte para demostrar que no abandonaría el país. Empezó a regarse la noticia de que la quiebra del Progreso se debía a que había sobrepasado en 200 % el límite legal de créditos vinculados, es decir, de créditos concedidos a los accionistas del banco. 
Febres Cordero acusó al Gobierno de sacar dinero de bancos costeños para depositarlo en bancos serranos y aseguró que había un manejo parcializado de recursos públicos a favor de bancos quiteños. 
Al gobierno le restaba ahora lidiar con el inmenso problema de fondo: establecer en detalle la situación real del banco y elaborar un plan de acción para proteger a sus depositantes.

##### Las paralizaciones de julio de 1999
El Gobierno estaba en plena negociación con el FMI para la concesión de un crédito de disponibilidad inmediata (stand-by) de 800 millones de dólares, en el que depositaba todas sus esperanzas para cubrir las más urgentes necesidades del Estado, empezando por el pago de los salarios retrasados a los empleados públicos. Para cumplir una condición del FMI, el gobierno  elevaba el precio de los combustibles el último día de cada mes en proporción a la devaluación monetaria de ese mes. La elevación correspondiente al 30 de junio de 1999 produjo una ola de protestas ciudadanas que empezó el 5 de julio de 1999 incluyó una huelga general, convocada por la Confederación de Nacionalidades Indígenas del Ecuador (CONAIE). Las protestas paralizaron a Guayaquil por once días y alcanzaron niveles de violencia preocupantes para el Ecuador. Por este motivo, encabezadas por la Iglesia Católica varias instituciones solicitaron al gobierno nacional eliminar la revisión mensual del precio de los combustibles. El gobierno comprendió que el riesgo de mantener la medida ponía en riesgo la paz en el país y el 15 de julio accedió a suspender por un año el aumento del precio de la gasolina aún a sabiendas de que aquello volvería casi imposible llegar a un acuerdo con el FMI. Esta fue la primera vez que el gobierno dio marcha atrás y aunque no evitó que miles de indígenas ocuparan Quito el día 16, si le permitió llegar el 17 a una precaria tregua con los sectores sociales afectados y levantar el estado de emergencia.

##### El resultado de las auditorías
El gobierno consiguió que las auditorías avanzaran según los plazos previstos a pesar del intenso conflicto político y social.  
Es así que el 31 de julio de 1999 del superintendente de Bancos informó al país en cadena nacional de televisión los resultados de las auditorías. Ese día el Gobierno y los ecuatorianos conocieron, por primera vez en varias décadas, la realidad de todas las instituciones financieras del país: supieron, sin reservas, cuál era el nivel real de solvencia y liquidez de cada uno de los bancos, cuáles instituciones eran viables (es decir, cuáles tenían patrimonio técnico e indicadores financieros que les permitían seguir operando) y cuáles, por el contrario, no lo eran.
Dijo el superintendente: “Hoy cumplo con la promesa del presidente y la mía propia de decirles la verdad sobre la real situación de los bancos de este país”, y luego agregó lo siguiente: “Los resultados de las auditorías son crudos y descarnados. Ecuador es el único país en América que ha tenido la valentía de practicar un sinceramiento de la situación de su sistema financiero tal como lo hemos hecho, pero estas auditorías especiales son también el comienzo de una nueva etapa. Hoy conocemos la verdad, hoy estamos en condiciones de inaugurar una etapa de seriedad en el pulcro manejo de los recursos públicos, hoy podemos saber con total objetividad cuál es la situación real de cada uno de los bancos.”  
Esa información estaba basada en el patrimonio técnico de cada banco, es decir en el porcentaje del capital invertido por los accionistas de un banco que debería servir para absorber las pérdidas que podrían presentarse en los balances de la entidad (el Comité de Basilea lo denomina ‘capital regulatorio’). En base a ella, se pudo realizar una limpieza efectiva del sistema bancario ecuatoriano. El resultado demostró la buena noticia de que la situación del sistema era mucho mejor de lo que se esperaba si se tenía en cuenta el número de bancos afectados: 19 bancos (34 % de las obligaciones cubiertas por la Agencia de Garantía de Depósitos) tenían un patrimonio técnico adecuado (más de 9 % ); 4 bancos tenían patrimonio técnico positivo pero insuficiente; y 6 bancos (29 % de las obligaciones cubiertas por la AGD) tenían un patrimonio técnico negativo. En cambio, si se tenía en cuenta el tamaño del sistema financiero ecuatoriano, la noticia era mala porque, según las mismas auditorías, el 70 % del total de sus activos estaba contaminado. A la cabeza de las manzanas podridas se encontraba el Banco del Progreso. 
Las auditorías demostraron que la situación de los bancos con problemas se debía a la presencia, en diferentes proporciones, de uno o más de tres males: mala fe (banqueros corruptos que habían violado la ley y la ética bancaria para favorecer a sus intereses); mala gerencia (consecuencia de las deficiencias profesionales en la evaluación de los riesgos crediticios, falta de verificación de garantías y poco control de las auditorías internas y externas), y mala suerte (debido a los destrozos de El Niño, el cierre de los mercados internacionales de crédito y el colapso del precio del petróleo) .  
También las auditorías internacionales por primera vez presentaron con certeza, el monto de la garantía de depósitos que por mandato de la ley el Estado debía honrar de manera inmediata: USD 1.596,2 millones, que correspondían a los seis bancos con patrimonio técnico negativo —Banco del Progreso, Banco de Préstamos, Bancomex, Banco de Crédito, Banco Unión y Solbanco— cuya deficiencia patrimonial llegaba a USD 1.692,73 millones. Quedaba abierta la interrogante sobre el futuro de los cuatro bancos que tenían patrimonio técnico positivo pero menor al legal—Banco Popular, Banco del Pacífico, Banco La Previsora y Banco Cofiec— con una insuficiencia patrimonial de USD 147,77 millones. Estos representaban el 29 % del total de los depósitos garantizados, correspondiente a USD 1.598,9 millones. 
Luego de anunciados los resultados de las auditorías, el Directorio de la AGD contrató las auditorías penales necesarias para presentar y fundamentar las denuncias en contra de los administradores bancarios y los accionistas causantes de la debacle de los bancos mal manejados. Y así sucedió. Fueron estas auditorías financieras y penales las que permitieron reestructurar y sanear a las instituciones que hicieron un esfuerzo propio para evitar su liquidación; remover a los administradores que habían manejado irregularmente sus bancos; castigar el patrimonio de los accionistas; informar a la Fiscalía General del Estado para que iniciara las acciones penales correspondientes y buscar mecanismos de mercado (como las fusiones o la venta de las entidades financieras) para proteger a las instituciones, sus depositantes y el costo fiscal. Las denuncias de funcionarios del gobierno provocaron los juicios penales en contra de los banqueros que terminaron condenados por la justicia, como fue el caso de Fernando Aspiazu, Nicolás Landes y Alejandro Peñafiel, entre otros.

##### La prisión de Fernando Aspiazu, banquero corrupto[22]
Aspiazu aprovechó el descontento y el desconcierto reinantes en el país por la paralización durante 11 días de las actividades en Guayaquil y encabezó una nueva marcha en Guayaquil para protestar por las políticas fiscales y económicas del Gobierno que, en su concepto, “tenían sumidos a los ecuatorianos en la crisis”. Presentó un recurso de amparo constitucional en el Juzgado Tercero de lo Penal del Guayas contra el superintendente de Bancos y Seguros y el presidente del Banco Central del Ecuador para que dispusieran la reapertura del Banco del Progreso, pues afirmaba que ya se había “capitalizado y restituido el patrimonio”. El juez lo llamó para que rindiera su testimonio el 12 de julio.
En su explicación sobre la capitalización y restitución del patrimonio, Aspiazu argumentó que no había puesto dinero en efectivo, sino que había ofrecido dos fideicomisos con sus acciones de Emelec y Electro Ecuador, dos compañías de su propiedad. La empresa auditora asignada al banco (Deloitte) y la Superintendencia coincidieron en afirmar que los dos fideicomisos eran inejecutables y que lo que buscaba Aspiazu con ellos era proteger sus bienes y no capitalizar al banco. Aspiazu pidió entonces un nuevo crédito al Banco Central, pero este le fue nuevamente negado. El presidente del Directorio, Pablo Better, explicó las razones para la negativa: “El Progreso no se abrió porque la Junta Bancaria no acogió el plan de capitalización que Fernando Aspiazu presentó, ya que los accionistas no aportaban nada. El BCE no puede otorgar un préstamo de 170 millones de dólares a una institución insolvente”. Por su parte, la AGD reiteró que los depositantes del Progreso tenían garantizados sus depósitos.
En represalia, por instrucciones de Aspiazu, Emelec demandó al Estado ecuatoriano en una corte federal de Washington por USD 900 millones. Mientras tanto, su canal de televisión (Sí TV) continuó sus ataques feroces contra el Gobierno en todos sus noticieros. El enfrentamiento del banquero y sus aliados contra el gobierno nacional iba adquiriendo proporciones épicas.  
La inteligencia militar descubrió que Fernando Aspiazu estaba planeando abandonar el país, contrariando lo dicho en el show mediático en el que públicamente había entregado sus pasaportes. El Gobierno empezó a trabajar para evitar su fuga. El SRI encontró que el Banco del Progreso había recibido pagos del impuesto del 1 % que no había transferido al Ministerio de Finanzas, como mandaba la ley, antes de cerrar sus puertas. Por ese motivo, el SRI presentó una denuncia contra él y un juez ordenó de inmediato su detención. El gobierno organizó un operativo conjunto entre el ministerio de Defensa y el ministerio de Gobierno para detenerlo en Guayaquil mientras rendía su testimonio sobre el recurso de amparo que había presentado para solicitar la reapertura del banco, el 12 de julio. 
Ese día, mientras Aspiazu declaraba en el juzgado, alguien le filtró la información de que iban a detenerlo. Decidió entonces prolongar su intervención por varias horas para dar tiempo a que llegaran los miles de personas que él y sus aliados habían convocado para crear un cerco humano alrededor de la Corte Superior de Justicia e impedir su apresamiento. Los canales de televisión que transmitían en vivo y en directo su declaración judicial empezaron a cubrir la llegada de los seguidores de Aspiazu, pero terminaron cubriendo el operativo dispuesto por los ministros Álvarez y Gallardo para ejecutar la orden del juez, que se cumplió, de paso, sin actos de violencia que lamentar.  
Como el delito tributario se había cometido en Quito, Aspiazu fue trasladado a esa ciudad y puesto en prisión en la Cárcel 4, un centro penitenciario ubicado al norte de la ciudad. De esta forma, el 12 de julio de 1999, el día en que se cumplía un año de la elección del presidente Mahuad, el gobierno detuvo a Aspiazu. Al día siguiente, 13 de julio, la AGD puso en saneamiento al Banco del Progreso.xxxiii
La protesta de los dirigentes gremiales de Guayaquil cercanos a Aspiazu fue inmediata. Joyce de Ginatta y el diputado socialcristiano Xavier Neira reclamaban al Gobierno por el “atropello que había sufrido Guayaquil” al haber detenido a Aspiazu en la Corte Superior de Justicia de la ciudad, y por la violación de sus derechos porque al ser conducido a Quito, decían, había sido distraído de sus jueces naturales. Por su parte, el alcalde de la ciudad, León Febres Cordero, dijo que “si Aspiazu viola la ley, debe ir a la cárcel, pero no pueden distraerlo de su juez natural”. El ministro Álvarez le respondió al alcalde diciendo que, de hecho, sus jueces naturales estaban en Quito porque allí se había cometido el delito tributario.  
Aunque los defensores de Aspiazu protestaron por la intervención de las Fuerzas Armadas en el operativo, el ministro Gallardo informó que estas habían participado porque la detención se había hecho mientras estaba vigente el estado de emergencia nacional decretado en el país unos pocos días antes. El abogado de Aspiazu presentó una acusación particular por la detención contra el ministro Álvarez, el ministro Gallardo y la directora del SRI, Elsa de Mena, que causó una ola de expresiones regionalistas a lo largo y ancho del Ecuador. Los diarios de la Costa acusaron a los diarios serranos El Comercio y Hoy de mantener una actitud regionalista por haber aprobado la detención de Aspiazu.

##### Conclusiones claras
El manejo que el gobierno del presidente Mahuad hizo del saneamiento bancario es un ejemplo de corrección, responsabilidad y transparencia. Fue el único en el mundo que ordenó la auditoría de todo un sistema financiero nacional (incluyendo a las oficinas off shore de los bancos nacionales y a las sucursales en el Ecuador de bancos extranjeros); que convocó a las mejores firmas auditoras del mundo mediante la publicación en los más importantes periódicos internacionales de los términos de referencia preparados con el Banco Mundial, que puso en conocimiento de la ciudadanía con anterioridad al inicio de las auditorías los criterios con los cuales se clasificaría los bancos entre viables, viables si es que se recapitalizan e inviables, y que presentó de manera pública en cadena nacional de televisión los informes de los auditores. El tratamiento similar para todos y la pulcritud en el manejo de un tema tan delicado fueron reconocidos internacionalmente. 
Este proceso destruyó por completo la verosimilitud de los ataques políticos basados en teorías de la conspiración que acusaban al gobierno del actuar para “favorecer a los banqueros”. Nadie favorece a alguien auditándolo de una manera tan firme, rápida y completa. 
Los resultados de las auditorías también demostraron que la mayoría de los bancos estaban en mejor posición que la que los rumores infundados o abiertamente malintencionados habían difundido. La simple y elemental lógica demostró que el sistema bancario no necesitaba de un congelamiento de depósitos “para salvarse”. Los resultados de las auditorías echaron por tierra la falsedad de que el gobierno congeló los depósitos para favorecer el sistema bancario nacional porque éste no lo necesitaba; más bien quedó demostrado que el congelamiento fue la única vía para salir de la hiperinflación en la que el país entró a fines de febrero de 1999 y de la que logró sacarlo el presidente Mahuad actuando con decisión y valentía. 
Lamentablemente la oposición política logró instalar ese mito en la mente de muchos ecuatorianos pues en aplicación del principio de la propaganda de Goebbels, se concentró en repetir miles de veces su mentira hasta hacerla aparecer como verdad aunque no presentaban ningún análisis o prueba razonable. Como afirmó el presidente John F. Kennedy: “Es posible corregir los errores, pero ¿cómo se desarma un mito?”. 
Hay que reconocer que la historia ha demostrado que gracias al congelamiento de depósitos bancarios y a las auditorías que revelaron el verdadero estado del sistema bancario ecuatoriano el gobierno consiguió tres cosas: primero, sacó al país del brote hiperinflacionario que vivió y que amenazaba con ahogar a los ecuatorianos, y sobre todo a los más desprotegidos, en un remolino que los habría sumergido en la pobreza por varias décadas; segundo, obtuvo las pruebas para enjuiciar y enviar a prisión a los banqueros corruptos que, como Fernando Aspiazu, se aprovecharon de los depositantes ecuatorianos, y tercero, logró por fin transparentar y sanear la situación del sistema financiero que permanece sólido hasta hoy y que constituyó un requisito indispensable para construir el esquema dolarizador que con tanto éxito entró en vigencia seis meses más tarde. 
Una mala consecuencia de la extrema polarización política y regional que vivía el Ecuador impidió que el Congreso tramitara las leyes fundamentales para la modernización del Estado que el Ejecutivo le había enviado. Las más importantes se referían a reformas fiscales (la nueva Ley de Finanzas Públicas, que el Congreso distorsionó de tal manera que el presidente Mahuad se vio forzado a vetarla totalmente) y a la privatización general de los servicios públicos, como la telefonía (Pacifictel y Andinatel), la electricidad (Inecel) y los hidrocarburos (Petroecuador).
En diciembre de 1999, el diario El Comercio publicó un análisis en el que destacó que el Congreso, a lo largo del año que terminaba, no solo no había generado propuesta alguna en torno a la crisis, sino que se había convertido en un importante obstáculo para que los varios proyectos de ley que había enviado el Ejecutivo para enfrentar los problemas de la economía pudieran ser aprobados.

#### 5. La declaratoria del  Yasuní como área intangible
El Ecuador es el país más diverso de América, que es el continente más diverso del mundo. Un kilómetro cuadrado en la zona del río Yasuní en la Amazonia ecuatoriana contiene más biodiversidad que la totalidad de los Estados Unidos y Canadá sumados. El índice de biodiversidad, según el BID, se obtiene dividiendo la población de un país para el número de nichos ecológicos que posee.
Con el propósito de proteger esa riqueza que beneficia a la humanidad y bajo la inspiración de la ministra de Ambiente, Yolanda Kakabadse, reconocida figura mundial en el mundo de la conservación del medioambiente (gestora de la Fundación Natura y de la Fundación Futuro Latinoamericano, que propugnaban el cuidado de la naturaleza y el desarrollo sustentable), el gobierno del presidente Mahuad creó el concepto de zona intangible (área en la cual se prohíben actividades extractivas y sólo se autoriza el turismo ecológico administrado en conjunción con las tribus originarias). El gobierno ecuatoriano aplicó este concepto a un área de 1,4 millones de hectáreas en la zona de los ríos Yasuní y Cuyabeno, en la región oriental del país, que constituye hasta la fecha la mayor zona intangible designada en el mundo para la conservación de la biodiversidad y el efectivo ejercicio del respeto a los pueblos en aislamiento voluntario.   
Por primera vez un país en el mundo tomó esta decisión innovadora y única, que incluye la parte conocida como ITT (Ishpingo-Tambococha-Tiputini). Por esta y otras políticas medioambientales, el Fondo Mundial de la Naturaleza (WWF) distinguió al Ecuador con el honroso premio Regalo a la Tierra, que entregó en ceremonia realizada en el palacio de Carondelet.
Pasados varios años, el gobierno de Rafael Correa desconoció la prohibición de extraer recursos naturales de la zona e inició la explotación de la riqueza petrolera que allí existe. En 2023, el pueblo ecuatoriano en un plebiscito decidió que se cortara la explotación petrolera en desarrollo.

#### 6. Base de Manta contra el narcotráfico
El presidente Mahuad combatió frontalmente a la inicial presencia de narcotraficantes en el Ecuador. Una de las medidas más importantes fue la firma de “Acuerdo de Cooperación concerniente al Acceso y Uso de los Estados Unidos de las instalaciones en la Base de la Fuerza Aérea Ecuatoriana en Manta para Actividades Aéreas Antinarcóticos”, que autorizaba por 10 años a que sofisticadas naves de los Estados Unidos pudieran usar esa base aérea ecuatoriana. La base permaneció bajo el control total de la Fuerza Aérea, organización que participó en los operativos internacionales para la detección y captura de aeronaves y embarcaciones marítimas que conducían droga producida en Colombia hacia el mercado norteamericano.  La presencia militar estadounidense en el Ecuador no fue bien acogida por movimientos sociales y partidos de izquierda, que acusaron a Mahuad de involucrar al país en el controvertido Plan Colombia, por la puerta trasera. Esta séptima política pública duró solamente 10 años y no se convirtió en política de Estado porque el gobierno de Rafael Correa decidió no renovar este acuerdo, lo que le causó un gravísimo daño al Ecuador porque de esa y otras maneras favoreció el crecimiento de las bandas de narcotraficantes en el Ecuador. xxxviii 

#### 7. Default de la deuda externa
Desde finales del año 1998, el presidente Mahuad venía advirtiendo que debido a la existencia de la tormenta perfecta el Ecuador tendría serias dificultades para hacer el servicio de la deuda pública externa de 12.800 millones de dólares (esto es, el 60% del PIB). Ningún país de la región había atravesado por semejante situación desde la aplicación del Plan Brady en 1990. Sumados los montantes privados, el total de la deuda externa ecuatoriana se acercaba a los 16.000 millones de dólares. Un autollamado Frente Patriótico que reunía a sindicatos, organizaciones populares y partidos políticos de izquierda (luego se les sumaron representantes de la patronal) llamó a la desobediencia civil y a detener el intento de Mahuad de "consolidar el modelo económico neoliberal". 
Ante la falta de divisas para pagar los vencimientos de agosto de 1999, el gobierno incurrió en mora y a finales de septiembre el Presidente Mahuad declaró la moratoria unilateral de una parte de la deuda pública adquirida en bonos Brady, por lo que se volvió necesario iniciar un proceso de renegociación de esas obligaciones.

#### 8. La paz del dólar: la dolarización respaldada hasta hoy por más del 90% de la población

##### El proceso para tomar la decisión
En agosto de 1999, una vez que el gobierno se vio forzado a suspender por un año el incremento del precio de los combustibles lo que volvía extremadamente difícil conseguir un programa y un préstamo del FMI, el presidente Mahuad dispuso a su equipo económico que analizara la posibilidad de implementar un esquema económico diferente del ajuste tradicional recomendado por el Fondo que se había practicado en el Ecuador por décadas y se venía aplicando en varios países de América Latina y del mundo. 
Así empezó el estudio de la dolarización de la economía ecuatoriana. Desde agosto hasta diciembre de 1999, cumplieron la disposición del Presidente varios equipos conducidos por el ministro de Finanzas, el superintendente de Bancos y algunos directivos del Banco Central. Ellos se dedicaron a las tareas de recopilar información, estudiar las cifras, consultar a expertos, sopesar alternativas, examinar las ventajas y las desventajas de dolarizar la economía ecuatoriana y diseñar un plan de acción.   
Entre las ventajas de la dolarización aparecían: su poder para sacar al país del brote hiperinflacionario en el que estaba y luego derrumbarla estrepitosamente hasta ubicarla en niveles internacionales de un dígito lo que acarrearía la reducción de las tasas de interés a niveles similares y permitiría el financiamiento a largo plazo para vivienda y bienes de consumo durable con un impacto positivo en las condiciones de vida de la población, como en realidad sucedió: si bien como consecuencia de la depreciación del tipo de cambio durante 1999, la inflación a diciembre del 2000 fue 91 %, un año más tarde, a fines del 2001, se ubicó en 22 % y en diciembre del 2002 ya bajó al 9 %. Desde entonces, se ha mantenido en niveles de un dígito.
Otra ventaja de la dolarización es que generaría confianza y anclaría las expectativas de la población; estabilizaría el poder adquisitivo de los salarios de los sectores de ingresos más bajos lo que los convertiría en sujetos de crédito para la compra de electrodomésticos primero y de automóviles y casas después lo que permitiría consolidar el crecimiento de una emergente clase media.  
A las empresas, la dolarización les permitiría transparentar sus balances, incluidos los de las instituciones financieras. Esto facilitaría su operación, su supervisión y permitiría una mejor recaudación de tributos. Además permitiría a las empresas hacer una mejor planificación financiera de sus operaciones.  
De otro lado, habría que considerar el riesgo de que por adoptar un tipo de cambio fijo, el país podría perder competitividad frente a países que sí podían depreciar sus monedas sin que se disparara su inflación interna, como era el caso de nuestros vecinos Colombia y Perú. También era necesario considerar el alto grado de inflexibilidad laboral que tenía el Ecuador pues podría limitar la capacidad de ajuste nacional en el evento de choques externos, lo que podría reducir el crecimiento del PIB e incidir en el aumento del desempleo. Así mismo, el gobierno consideró indispensable crear fondos de reserva para poder ejecutar una política fiscal anticíclica  cuando las condiciones lo requirieran, así como para que el sistema financiero pudiera contar con un prestamista de última instancia en dólares, pues el país no podría emitir moneda propia. Una política anticíclica es aquella que busca cambiar o disminuir la tendencia que la actividad económica presenta. Por ejemplo, un incremento del gasto fiscal cuando la economía se desacelera o se contrae. 
Una preocupaciones generalizada era que la dolarización podría elevar la influencia de la política monetaria de Estados Unidos sobre la economía ecuatoriana. Hoy sabemos que el nivel de influencia es el mismo con o sin dolarización y que para las autoridades nacionales es más fácil lidiar con ese influencia en una economía dolarizada porque solamente tienen que ocuparse de manejar el impacto de la política norteamericana sin tener que corregir además las expectativas que basadas en ellas se forma la población de un país no dolarizado. 
Tres inmensos impedimentos legales para dolarizar parecían casi insuperables: la atribución constitucional para dolarizar le correspondía al directorio del Banco Central, nombrado por el Congreso Nacional, que por mayoría de votos se oponía a la medida; una disposición constitucional establecía el sucre como la moneda nacional, y la falta de votos en el Congreso Nacional para aprobar las leyes necesarias para que un sistema organizado para funcionar en sucres pudiera adecuarse para hacerlo en dólares. 

##### Las alternativas para enfrentar la crisis: control de cambios o dolarizar
La confrontación entre la presidencia de la República y el Banco Central fue creciendo en intensidad y prolongándose en el tiempo. Hacia fines de noviembre de 1999, el presidente del Banco Central, Pablo Better, anunció la adopción de nueve medidas monetarias que según él esperaba conducirían a un  tipo de cambio de 14.000 sucres por dólar hacia el final de año. Las medidas no cumplieron su objetivo y a mediados de diciembre el dólar se cotizaba ya a 19.000 sucres. 
En apenas dos meses, el impacto fiscal del proceso devaluatorio amplió el déficit fiscal en un punto porcentual del PIB y se comió toda la recaudación que producía un incremento del IVA del 10 al 12 %., que el Congreso Nacional aprobó en noviembre.
El Banco Mundial y la CAF calculaban que USD 1.700 millones (11 % del PIB) habían salido del país durante 1999 Rodrick y Velasco (1999) calculan que Ecuador fue uno de los países que soportó una de las mayores fugas de capitales del mundo, equivalente a 19 % de su PIB entre 1990 y 1998.  
Ante el evidente fracaso de medidas de política monetaria tradicional para detener la inflación y la fuga de capitales, los técnicos y directivos del BCE se dividieron en dos grupos: uno propugnaba drásticas medidas de control de cambios: establecer prohibiciones a la salida de capitales, con excepción de lo requerido para importaciones de bienes y servicios previamente aprobados por el Gobierno. Una estrategia similar había sido seguida por México luego de la crisis de la deuda en los años ochenta, con resultados sumamente negativos para su economía y su sistema financiero. También en el Ecuador habían fracasado en años anteriores los controles de tipo policial para constreñir el libre funcionamiento del mercado y “corregir” sus imperfecciones. En una economía tan abierta como la ecuatoriana que en la situación actual contaba con numerosos bancos off shore, eso habría vuelto necesario estatizar la banca. 
El otro grupo, minoritario en el directorio y rechazado por los funcionarios y empleados de la institución, defendía que la dolarización era la mejor alternativa. 
La ley obligaba a que el Estado devolviera el dinero a los depositantes de los bancos si estos no podían hacerlo. Las auditorías internacionales arrojaron cifras confiables sobre el monto requerido en el cual basamos un cronograma de descongelamiento para procesar el flujo de fondos de manera ordenada.  
Para concluir el análisis de todos los factores importantes, lo único que estaba pendiente era la resolución del Tribunal Constitucional sobre las demandas de inconstitucionalidad presentadas en contra del decreto de congelamiento en el mes de marzo. Si el Tribunal ordenaba la liberación inmediata de todos los depósitos, la dolarización no podría ser adoptada. El Tribunal emitió su resolución el 9 de noviembre y si bien declaró inconstitucional al decreto del congelamiento, no señaló una fecha específica para la liberación de todos los depósitos. Esa decisión le permitió al gobierno continuar con el cronograma de liberación gradual y así se removió el último obstáculo para dolarizar y el presidente decidió seguir adelante con la medida. 
El presidente Mahuad comparó a la dolarización a una mesa de tres patas pues se asentaba sobre una pata de análisis técnico-económico, una pata de aceptación social y una pata de viabilidad política. Si una pata no funcionaba, la mesa se caería. Dos patas no eran suficientes aunque estuvieran muy bien hechas. 
Con el fin de establecer el tipo de cambio al que se realizaría el retiro de los sucres en circulación y su canje por dólares, el Banco Central del Ecuador debía emitir un informe técnico, pero al estar opuestos la mayoría de sus funcionarios a la medida —encabezados por el presidente del Directorio y su gerente general—, no cabía esperar que el Gobierno confiara únicamente en los cálculos de esa institución y no realizara sus propios cálculos. Por este motivo, el presidente Mahuad le encargó esa tarea al ministerio de Finanzas, que utilizó una metodología clara: del nivel de reservas líquidas en el Banco Central restó los pasivos no monetarios y obtuvo el monto de dólares que podía utilizarse para el canje de sucres por dólares. Entonces calculó los pasivos constituidos por la emisión monetaria del Banco Central: formados por la base monetaria y los bonos de estabilización monetaria (BEM) emitidos en moneda nacional y en dólares. A ello añadió los créditos que la institución adeudaba y los depósitos de instituciones del sector público (empresas estatales y entidades privadas, incluidas las financieras).  
Aquí entró en juego la extensa experiencia de Miguel Dávila en el manejo del Banco Central y el conocimiento e interpretación de sus balances: si se dolarizaba la economía, todos estos pasivos no iban a transformarse inmediatamente a dólares por lo que era necesario establecer, con el mayor realismo posible, cuáles no requerían de un pago inmediato. Esta evaluación afectaba enormemente a la determinación del tipo de cambio de conversión. 
El ministerio de Finanzas hizo los cálculos finales para el tipo de cambio de dolarización durante el mes de noviembre, por lo que usó información estadística cortada a octubre.  El gobierno esperaba que el Banco Central usara las cifras actualizadas al momento de elaborar su informe interno y lo presentara para análisis del presidente de la República .  
Las especies monetarias en circulación que debían ser canjeadas ascendían a $7.263.521 millones de sucres. Si el tipo de cambio era 20.000, se necesitaban USD 363,2 millones para canjearlos. Si era 25.000, se necesitarían USD 290 millones. Una parte de estas especies monetarias seguiría existiendo, porque a pesar de la dolarización, el Banco Central tendría que emitir dinero fraccionario (monedas) por aproximadamente USD 40 millones. Entonces se necesitaban USD 323 millones para el canje de billetes a 20.000 y USD 250 millones a 25.000. Si bien la reserva monetaria internacional ascendía a USD 1.280 millones, la parte líquida de la misma se reducía a USD 1.035 millones si no se tomaban en cuenta las reservas de oro, que tenían un valor contable significativamente inferior a su valor de mercado. Este constituía, por lo tanto, un colchón de seguridad que podía ser utilizado en caso de ser necesario.  
Años después, el presidente Correa usó en varias ocasiones el oro del Banco Central de Ecuador para dar liquidez a esta institución, pero sus reservas se usaron para financiar el gasto público durante su mandato. 
De esta forma, luego de canjear los billetes sucres en circulación a 20.000, al Banco Central le restarían USD 712 millones para cubrir los demás pasivos. Los créditos adeudados por el Banco ascendían a USD 161 millones.  
Este monto no debía restarse de las reservas utilizables para dolarizar porque el Banco podía continuar con los mismos e incluso contratar nuevas operaciones más adelante. El monto de bonos de estabilización monetaria emitidos por el BCE, excluyendo los que eran utilizados para encaje, ascendía a USD 309 millones. El saldo colocado de estos bonos no tenía por qué reducirse en forma abrupta, por lo que no requería de respaldo total. Los depósitos recibidos de instituciones financieras en el Banco ascendían a USD 406 millones, y en el caso de los depósitos de instituciones estatales se debía tomar el saldo del crédito neto, que ascendía a USD 340 millones. Estos depósitos tampoco se retirarían en forma abrupta. Entonces, para respaldar el 100 % de los pasivos del Banco Central, una vez restado el monto requerido para el canje de billetes, se necesitaban USD 1.055 millones. Si se dolarizaba a 20.000, estos pasivos estarían cubiertos en el 67,5 %. Nuestra posición era que este constituía un nivel suficientemente alto de cobertura y por eso sugerimos en noviembre que este fuera el tipo de cambio para dolarizar.  
Un elemento adicional que debía ser tomado en cuenta en el cálculo de la tasa de cambio era la inercia inflacionaria que se arrastraba por la fuerte depreciación de la moneda a lo largo de 1999 y que tendría consecuencias en la inflación durante el 2000, con sin dolarización. 
Resultaba por lo tanto indispensable que el tipo de cambio que se estableciera otorgara a los sectores productivos de bienes transables un margen de seguridad que evitara que la inflación rezagada provocara una pérdida de competitividad que pusiera en riesgo su viabilidad económica. 
De igual forma, el propósito fundamental de la dolarización era cambiar las expectativas y detener la fuga de capitales. Por lo tanto, el nivel al que se dolarizara debía ser creíble para la mayor parte de la opinión pública. Buscábamos que la población tuviera certeza de que los dólares del Banco Central del Ecuador alcanzarían para canjear todos los sucres que se encontraban en circulación. Al mismo tiempo, era necesario respaldar razonablemente los demás pasivos del Banco Central; para que los tenedores de bonos del Banco Central y la comunidad financiera internacional confiaran en que la medida generaría estabilidad económica. 
Quienes se oponían a la dolarización en el Banco Central le presentaron al presidente de la República un informe institucional en el que sostenían que la cotización debía ser de 31.000 sucres por dólar y añadían que este posiblemente estaba subestimado y se debía de usar un tipo de cambio de 40.000 sucres por dólar. Sostenían equivocadamente que para dolarizar se necesitaban reservas líquidas por un monto equivalente a M1 que incluye la base monetaria y los depósitos que los clientes de los bancos mantienen en cuenta corriente, por lo que el tipo de cambio estimado por ellos era significativamente más elevado que el que realmente se necesitaba para dolarizar. A esta cotización, la dolarización se volvía inviable porque para aplicarla había que producir una macro devaluación con el consiguiente impacto negativo en los salarios reales, y otros precios relativos. 
El tiempo se ha encargado de demostrar que el esquema de dolarización diseñado por el Gobierno del presidente Mahuad fue correcto. 
En el mes de diciembre de 1999, dos de las tres patas requeridas para dolarizar estaban cumplidas: el trabajo técnico-económico estaba concluido y la aceptación social existía de hecho porque la gente naturalmente huía del sucre y se refugiaba en el dólar; sin embargo, faltaba la tercera pata pues no se lograban los apoyos políticos necesarios para garantizar su implementación: esto es una mayoría en el Congreso Nacional que aprobara las reformas legales indispensables para funcionar en dólares.  
Desde la perspectiva de la dolarización, la recuperación de la confianza de los depositantes en las instituciones financieras antes de la implementación de la medida era fundamental para evitar su fracaso, pues si se convertían a dólares los balances de los bancos y continuaba el retiro masivo de depósitos, ni las instituciones financieras ni el Banco Central tendrían liquidez para devolver los dineros del público. Las auditorías internacionales brindaron la garantía necesaria para la recuperación de la confianza de los depositantes. La mayor parte de quienes desde fuera del gobierno proponían la adopción del dólar no se habían detenido a evaluar la importancia crucial de este tema. 
Cumpliendo con el pedido del presidente Mahuad, el ministerio de Finanzas le presentó el esquema detallado de los pasos operativos para adoptar la dolarización el 21 de diciembre. 
Una vez que el presidente Mahuad y su equipo de colaboradores se convencieron de que la dolarización era ventajosa para el país tuvieron que luchar a brazo partido contra la inmensa mayoría de dirigentes políticos, líderes indígenas y sociales, macroeconomistas y voceros de la prensa nacional que frontalmente se oponían a ella.  
El movimiento indígena había convocado a una marcha hacia Quito desde diversos puntos del Ecuador a partir del primero de enero del 2000, en anticipación al congreso de la Conaie (Confederación de Nacionalidades Indígenas del Ecuador), organización política del movimiento indígena, que se realizaría el 11 de enero. El propósito era realizar un “parlamento indígena” con el objeto de preparar una “nueva estructura de gobierno” que implicaría la “disolución del Congreso Nacional” y “la conformación de una Junta de Gobierno de la que forme parte el movimiento indígena”, según la dirigente Blanca Chancoso. Este grupo, se revelaría después, estaba apoyado por algunos miembros en servicio activo y pasivo de las Fuerzas Armadas que sentían que la paz con el Perú, suscrita por el presidente Mahuad a fines de 1998, había debilitado a la institución castrense y les había perjudicado en términos profesionales.  
El equipo político del gobierno se dedicó a superar innumerables trabas y obstáculos que llegaron a parecer insalvables para conseguir una mayoría en el Congreso que aprobara una ley de desagio, normas para transformar a dólares las operaciones activas y pasivas del sistema financiero, un nuevo régimen para el Banco Central, nuevas reglas para el manejo de las finanzas públicas que incluían la formación de un fondo petrolero cuando el precio estuviera alto para usarlo cuando el precio bajara, y reformas legales para flexibilizar mercado laboral.
Para el 7 de enero del 2000, el ministerio de Finanzas disponía de las cifras con corte al 31 de diciembre de 1999 y pudo ajustar sus cálculos a cifras actualizadas. Si bien la reserva monetaria internacional y las reservas líquidas prácticamente no habían variado con relación a las de octubre, la base monetaria había crecido de 9,4 a 13,4 billones de sucres y las especies monetarias en circulación que debían ser canjeadas por dólares habían pasado de 7,3 a 9,1 billones de sucres. Esto motivó que, luego de que el gobierno actualizara las cifras decidiera proteger la credibilidad de la medida y usar una cotización de 25.000 sucres por dólar, que incluso era inferior al nivel de 28.000 al que había llegado a cotizarse el dólar norteamericano el viernes 7 de enero.  
Los hechos posteriores demostraron que la cotización adoptada fue la correcta. Sin embargo, este incremento del tipo de cambio para dolarizar fue posteriormente criticado por algunos analistas que, propensos a las teorías de la conspiración, sostenían que se hizo para evitar pérdidas a banqueros que habían comprado dólares a niveles mayores la semana previa a la dolarización. Esta afirmación carece de sentido, pues mientras mayor era el tipo de cambio, más se licuaban los patrimonios de las instituciones financieras, que por ley estaban denominados en sucres, lo que afectaba en últimas a los dueños de los bancos. 

##### El anuncio de la dolarización
El viernes 7 de enero, en horas de la tarde, el presidente convocó a una reunión del gabinete en la que comunicó a quienes no habían estado al tanto su decisión de dolarizar la economía ecuatoriana. Varios miembros expresaron su preocupación al presidente porque consideraban que el abandono del sucre como moneda brindaba en bandeja de plata a la oposición un argumento adicional para continuar con la conspiración para derrocarlo. La adopción del dólar inflamaría aún más la virulencia de las organizaciones sociales, especialmente indígenas, que marchaban hacia Quito bajo el eslogan “que se vayan todos” y buscaba instaurar un nuevo ejecutivo, legislativo y judicial mediante una asamblea popular que lo definiera levantando la mano los asistentes. Adoptar el dólar estadounidense añadiría acusaciones de violaciones constitucionales y afectación de la soberanía nacional. 
Nuevamente, la respuesta de Mahuad fue que era preferible enfrentar un potencial golpe de Estado con la economía estable que prolongar la inestabilidad que experimentaba la economía nacional. Conformó tres grupos de trabajo. El primero se encargó de establecer el plan de acción política para materializar el apoyo requerido de los grupos representados en el Congreso Nacional para la aprobación del paquete de reformas legales que se había diseñado; constituía, en realidad, un completo plan de gobierno para poner en práctica la dolarización e incentivar la inversión, la competitividad, el crecimiento económico y el empleo. El segundo grupo se encargó de poner en práctica el plan de acción en el campo económico, y el tercer grupo preparó la estrategia y plan de acción comunicacional. 
Con base en la información de que existía mayoría en el directorio del Banco Central para adoptar la dolarización, el presidente Mahuad solicitó que este organismo sesionara el domingo 9 de enero. Convocó a una cadena nacional de televisión para las 8:00 de la noche a fin de anunciar la medida confiando en que para esa hora la sesión del Banco Central habría terminado y la dolarización habría sido adoptada. Sin embargo, en la mañana del 9, uno de los vocales que iba a votar a favor anunció que había cambiado de opinión y votaría en contra. Aunque con el cambio de ese voto se perdió la mayoría a favor de la dolarización, el presidente decidió continuar adelante con la cadena. 
La noche del domingo 9 de enero de 2000, el presidente Mahuad, acompañado de sus principales colaboradores y de los representantes de los demás poderes del Estado, se dirigió al país, anunció su decisión de dolarizar y conminó a los directores del Banco Central del Ecuador que se oponían a la medida a aprobar al día siguiente la dolarización o a presentar sus renuncias, porque de lo contrario serían destituidos por el Congreso Nacional.  
Comúnmente se dice que con ese anuncio se decidió dolarizar. Esa apreciación no es correcta: con ese anuncio se comunicó la decisión, que ya estaba tomada desde antes y que se volvió viable en el momento en que se consiguió una mayoría en el Congreso Nacional, mayoría que era necesaria para remover al Directorio del Banco Central del Ecuador si no adoptaba la medida y para aprobar las leyes que requería la dolarización para aplicarse en la práctica. 
Terminada la cadena nacional ofrecida por el presidente la noche del domingo 9 de enero, estallaron las noticias e los medios de comunicación nacionales e internacionales.  
La Misión del Fondo Monetario Internacional para Ecuador se enteró de la medida adoptada por el Gobierno a través de las informaciones de prensa. La posición de los funcionarios de la entidad sobre el tema era muy negativa, dado que consideraban que antes de adoptar la dolarización, el país debía al menos haber cerrado los efectos de la reciente crisis financiera y superado el importante déficit fiscal. El gobierno consideraba que si se hubiesen alcanzado estos dos objetivos, ¿para qué dolarizar en esos momentos? 
El ministro de Finanzas recibió una llamada del segundo funcionario de mayor rango en ese entonces en el FMI, Stanley Fischer, quien le observó por no haberle informado previamente a la institución sobre la decisión de dolarizar. Le contestó el ministro que el gobierno había trabajado arduamente con su equipo intentando obtener el aval del FMI a nuestro programa económico, pero que su decisión se había diferido y ya no podíamos seguir esperando. Le expresó que el país necesitaba de manera urgente un shock de confianza que detuviera la fuga de capitales y por eso el presidente de la República había decidido adoptar el dólar como moneda oficial, Fischer le expresó su desacuerdo con la medida adoptada.  
Al día siguiente, el presidente Mahuad recibió una llamada similar del director gerente del FMI y le ofreció la misma respuesta. De todos modos, el FMI y los demás organismos internacionales (Banco Mundial, BID y CAF) ofrecieron su apoyo para el éxito del proceso a través de un equipo de asesores de primera línea a nivel mundial: Guillermo Calvo, Ricardo Hausmann, Augusto de la Torre y Alan Ize, cuya ayuda fue muy importante en los momentos iniciales, la etapa más crítica del proceso. 
El anuncio del presidente Mahuad generó una ola de confianza suficiente para detener la fuga de capitales, pues al día siguiente, lunes 10 de enero, se acabó la aglomeración de clientes en las instituciones financieras para retirar depósitos y el mercado cambiario reflejó absoluta tranquilidad. 
Varios meses después, Fischer reconoció públicamente  que la dolarización había funcionado mejor de lo que los técnicos del FMI habían previsto cuando expresaron su desacuerdo con la misma. Este reconocimiento es de primordial importancia porque proviene de un técnico que era profundamente crítico de la dolarización, así como del Ecuador y su manejo político y económico. El tiempo le dio la razón al gobierno del presidente Mahuad.

##### El Directorio del Banco Central decide formalmente la dolarización
Al día siguiente, lunes 10 de enero, el Directorio del Banco Central del Ecuador debía ratificar la dolarización y el tipo de cambio anunciados por el presidente de la República. Si bien los informes elaborados tanto en el Ministerio de Finanzas como en la Superintendencia de Bancos establecían la viabilidad y conveniencia de adoptar el dólar como moneda oficial así como los cálculos para la tasa de conversión, la independencia institucional del Banco Central le impedía utilizar esos informes como respaldo para la decisión de su Directorio. Este requería un informe de los técnicos del Banco que debía de empezar enmendando los errores conceptuales y técnicos que contenía el estudio anterior de la misma entidad, que establecía el tipo de cambio de dolarización en 31.000 sucres y señalaba que este posiblemente estaba subestimado y se debía usar un tipo de cambio de 40.000 sucres por dólar.  
En el Banco Central había un ambiente de consternación, pues con la dolarización su función como instituto emisor terminaba. Los técnicos y funcionarios que no estaban de acuerdo con la decisión anunciada la víspera por el presidente Mahuad se habían constituido en Asamblea General.  
El presidente Better instaló la sesión del Directorio a las 5:20 de la tarde.  Aceptaron la renuncia de la gerente general y del encargado de la subgerencia general y el presidente Better se retiró a preparar la suya que debía presentarla al Congreso Nacional. 
La sesión conducida por el presidente subrogante, Modesto Correa, designó como gerente general al economista Miguel Dávila Castillo —funcionario de carrera del Banco Central y técnico de reconocida valía— y le encargó esas funciones hasta que la Superintendencia de Bancos y Seguros hiciera la calificación de idoneidad exigida por la Ley de Régimen Monetario como requisito previo a la posesión. 
El Directorio entró en receso mientras Miguel Dávila, con la ayuda técnica de los funcionarios del Banco Central que habían venido trabajando con él y lo acompañaban esa tarde, redactó en la papelería oficial de la institución los elementos de juicio que por varios meses había venido analizando y puliendo con el equipo dirigido por el presidente Mahuad en favor de la dolarización.  
Reiniciada la sesión, el Directorio conoció el punto “Reformas al Sistema Cambiario” que constaba en la agenda del día.  Analizó y debatió el informe y “Luego de analizar extensamente el tema, en uso de las atribuciones y facultades que le otorgan los artículos 264 de la Constitución Política de la República, 51 y 52 de la Ley de Régimen Monetario y Banco del Estado, y sobre la base del informe presentado por la Gerencia General del Banco Central del Ecuador, el Directorio expidió la Resolución BCE-049-D…” y resolvió determinar “una nueva política de participación en el mercado cambiario”, fijando la cotización de la moneda norteamericana en 25.000 sucres por cada dólar, y disponiendo que el Banco Central canjeara a ese valor “los sucres emitidos en monedas y billetes”. La resolución DBCE-049-D, en su primer artículo dice lo siguiente:  
“Artículo 1. Determinar una nueva política de participación en el mercado cambiario, fijando la cotización del dólar de los Estados Unidos de América en un valor de S/25.000 por cada dólar, precio al cual el Banco Central del Ecuador canjeará los sucres emitidos en monedas y billetes.” 
De esta manera, el Directorio del Banco Central del Ecuador dolarizó la economía con 4 votos a favor y 1 en contra. 
El Directorio también decidió la adopción de un esquema de reportes del balance del Banco Central que reflejara con total transparencia la existencia de reservas suficientes para respaldar la medida lo que contribuiría significativamente a generar confianza en la ciudadanía. El gerente general encargado detalló el sistema  de balances que luego fue conocido como “los cuatro balances del Banco Central”. 
El directorio preparó un oficio para el presidente de la República que mencionaba las consideraciones que llevaron a la adopción de la medida y, lo más importante, las medidas complementarias que se consideraba necesario adoptar para asegurar el éxito del proceso dolarizador y dar un mayor dinamismo a la economía nacional. 
Este último es un documento muy importante para la historia económica del Ecuador que, en su mayor parte y pese al tiempo transcurrido, no ha perdido vigencia, pues de allí se desprenden muchas tareas que todavía están pendientes en la política económica del país —más aún frente a los retrocesos de la década correista, 2007-2017, evidenciados principalmente en permanentes y grandes déficits fiscales financiados en parte con las reservas internacionales del Banco Central y la diferencia con endeudamiento público, medidas de restricción al flujo de capitales y al comercio internacional que afectaron al dinamismo financiero, y medidas que restaron competitividad internacional a la producción ecuatoriana. En el documento mencionado el Directorio señaló la necesidad imprescindible de adoptar “medidas estructurales y legales profundas relacionadas con: saneamiento financiero, desagio, pago de los depósitos reprogramados, reestructuración de los pasivos del sector productivo, ágiles procesos de privatización de empresas y bancos públicos, flexibilización laboral, reestructuración de la deuda pública, generación de empleo mediante la ejecución de obra pública con financiamiento internacional, reforma previsional y apoyo a sectores productivos de alto y rápido impacto, entre otras”. 
En la Asesoría Jurídica de la Presidencia, que funcionaba en unas oficinas de la planta baja, bajo la dirección de Juan Pablo Aguilar empezó la preparación del proyecto de ley que debía remitirse al Congreso Nacional sobre la base de los textos que se venían trabajando desde el último trimestre del año anterior. Mario Prado, cuya renuncia fue aceptada por el Congreso el 12 de enero, continuó colaborando en la preparación de la propuesta. El trabajo que realizó con los abogados del Banco Central y con los técnicos de la Fundación Mediterráneo —que bajo la dirección de Guillermo Mondino aportaron las enseñanzas de la experiencia argentina— fue fundamental para cubrir los aspectos de detalle de la dolarización. 
Dos temas tuvieron particular importancia: la nueva configuración del balance del Banco Central del Ecuador y las reglas de reajuste de las tasas de interés. 

#### 9. El golpe de Estado
Aprovechándose del desgaste político del presidente Mahuad como consecuencia de la crisis económica, se encontraba en marcha una conspiración para derrocarlo. La aprobación de su gestión había descendido al 12%, un número muy bajo de apoyo aunque era una cifra similar a la de otros presidentes latinoamericanos que también sufrieron la crisis económica internacional. 
Mientras el gobierno daba todos los pasos para implementar la dolarización se multiplicaban las acciones de los conspiradores . El día 12 un autodenominado "Parlamento Nacional de los Pueblos del Ecuador" pidió la derogatoria de la dolarización, llamó a la desobediencia civil y a la toma del poder ejecutivo.
El 15 de enero durante el Informe a la Nación presentado en el Congreso Nacional el presidente Mahuad visualizó las ventajas que traería la dolarización al Ecuador bajo el título “Tú tienes derecho a soñar”, con estas palabras: 
“Tú, ama de casa que vas a comprar en los mercados, tienes derecho a esperar que la inflación sea en el año 2000 diez veces menor que en 1999; tú, pequeño industrial que importas materia prima, tienes derecho a esperar que el dólar se fije en 25.000 sucres y no suba ni un centavo más; tú, agricultor, tienes derecho a recibir préstamos que a fin de año estén en un 10 % de interés y no con las tasas del 200 % o más que pagabas. ¡Tú tienes derecho a soñar! Eso es lo que tiene que decir la ley que apruebe el Congreso. Esa es la propuesta que les traigo.”
Este Informe sobre el Estado de la Nación presentado solo 17 meses después de su toma de posesión se convirtió en el testamento político del 41.er presidente constitucional de la República del Ecuador. 
El positivo impacto de la dolarización por primera vez en los últimos 12 meses cambió la tendencia negativa a una positiva: el 22 % de los encuestados calificó como buena o muy buena la gestión del presidente, un incremento a casi el doble en una semana. “Jamil Mahuad sube (…). Consiguió que en el Ecuador se vuelva a instalar la confianza”, señaló un análisis del diario El Comercio.
Acicateados por el repunte del apoyo al gobierno que tendía a consolidarse, un grupo de militares golpistas de rangos inferiores y medios tomaron por la fuerza las instalaciones del Congreso Nacional el viernes 21 de enero, abrieron sus puertas para la entrada del “pueblo”, declararon cesantes a todos los poderes del Estado y anunciaron la formación de una Junta de Gobierno de Salvación Nacional integrada por el coronel Lucio Gutiérrez Borbúa, antiguo edecán de Bucaram y Alarcón, Antonio Vargas Guatatuca, líder de la CONAIE, y Carlos Solórzano Constantine, expresidente de la Corte Suprema de Justicia (CSJ). 
La condena internacional de semejante desafuero fue clara, enérgica y unánime: condenaban el golpe militar y respaldaban a la democracia ecuatoriana. 
Las Fuerzas Armadas solicitaron la renuncia del presidente Mahuad; el presidente anunció que jamás renunciará a sus funciones en la cadena nacional de radio y televisión que ofreció desde el Palacio de Gobierno. Los dirigentes indígenas avanzaron por las estrechas calles del centro histórico para tomarse el palacio de Carondelet sin que nadie los detuviera y más bien azuzados por militares que les removían los obstáculos del camino. 
El general Carlos Moncayo, militar a cargo de proteger la ciudad en la zona que incluía el palacio le comunicó al jefe de edecanes del presidente que no podían cuidar de su seguridad ni de los servidores civiles de la presidencia. activar “ Nos vamos”, dijo frente a la prensa en la entrada del palacio al momento de salir. Carondelet quedó custodiado solamente por la escolta legislativa.  
Ante la falta evidente de seguridades para él y para el personal administrativo del palacio y comprendiendo el riesgo de un baño de sangre, el presidente Mahuad salió del palacio y se dirigió a la base aérea en el aeropuerto de Quito. Permaneció ahí durante varias horas mientras el alto mando militar primero intentaba negociar y luego reducía a prisión al insurrecto coronel Gutiérrez. 
El general Carlos Mendoza reemplazó a Gutiérrez en la Junta y alrededor de las 11:00 de la noche afirmó en una rueda de prensa en Carondelet que la Junta constituía el nuevo gobierno del Ecuador, que el Congreso Nacional estaba clausurado y que no había fechas previstas para nuevas elecciones. 
Un golpe de Estado se había consumado. La Constitución de 1998 establecía de manera clara las causales específicas por las que el Congreso podía remover a un presidente elegido por el pueblo y el procedimiento para llevarlo a cabo: como en cualquier país civilizado, debía de existir la presentación de cargos formales de los que el presidente pudiera defenderse. Por supuesto, los golpistas no procedieron así y en un atropello injustificable tomaron por la fuerza el Congreso Nacional y el Palacio de Gobierno, y quisieron obligar por la fuerza a que un presidente elegido democráticamente renunciara. El presidente mantuvo su palabra y no renunció. 
Cuando el presidente Mahuad escuchó a Mendoza proclamarse dictador y confirmar el golpe de Estado, aceptó la invitación de la embajada de Chile en Quito para pernoctar ahí y desde el aeropuerto se dirigió hacia allá. 
Mendoza ordenó que desalojaran la plaza de la Independencia, lo que ocurrió en forma pacífica. El Departamento de Estado de los Estados Unidos reiteró que respaldaban a la democracia y al presidente Mahuad y que los dictadores y el Ecuador sería tratados “igual que Cuba”. Poco tiempo después Mendoza renunció a sus funciones de triunviro.  
Alrededor de las 6:00 de la mañana el vicepresidente Noboa tomó posesión de la Presidencia rodeado de militares en el Ministerio de Defensa, en un claro rompimiento del orden constitucional. En consecuencia, el ‘nuevo’ Gobierno ecuatoriano afrontaba un problema fundamental: ¿cómo podría obtener reconocimiento internacional si su origen era espurio, fruto de un golpe de Estado repudiados por la conciencia cívica y democrática de los países americanos? 
El debate sobre quién era el legítimo presidente constitucional del Ecuador se había iniciado y podría tardar largo tiempo en resolverse. El presidente Mahuad consideró que la terrible situación que por la que atravesaba la gente en su país no debía comprometerse aún más por las ambiciones políticas y la inocultable torpeza de algunos de sus dirigentes.  
Habiendo conocido que el Congreso Nacional estaba convocado a una sesión de urgencia a media mañana del sábado 22, en Guayaquil, para blanquear un burdo cuartelazo, para constitucionalizar” el golpe de Estado, decidió intervenir en defensa de los mejores intereses del país, no de los suyos propios: hacia las 8:00 de la mañana se presentó en vivo en la sede del canal de televisión Ecuavisa para dirigirse al Ecuador en una alocución de pocos minutos.
Tras recalcar que hablaba en vivo, que estaba en el Ecuador, que no había renunciado, que no había abandonado sus funciones, explicó su situación con estas palabras : 
“Un presidente derrocado está derrocado. Un presidente derrocado no renuncia: está derrocado. Un presidente derrocado no abandona el cargo: simple y llanamente porque está derrocado no tiene los elementos para poder ejercerlo. Y esa es la verdad. Yo he estado al frente de mi responsabilidad hasta el último minuto”  
Resultaba evidente que se encontraba en Quito y que era la fuerza militar la que le impedía actuar. 
A continuación, pidió a los ecuatorianos que a pesar de las vergonzosas violaciones constitucionales que se estaban perpetrando a la vista de todos no se enfrascaran en más disputas. Anunció su decisión de contribuir a la normalización institucional en el país por lo que con mucha generosidad pidió a la ciudadanía que le ofrecieran al vicepresidente Noboa el apoyo que él no había recibido en el ejercicio de sus funciones y recomendó a su sucesor que continuara con la dolarización.  
Su intervención fue muy bien acogida en el Ecuador. Muchos voceros subrayaron su altura de miras, su caballerosidad y su sentido patriótico La mayoría de los reporteros y analistas que cubrían los eventos en el Ecuador expresaron en vivo su admiración por su generosidad, por su actitud desprendida y puesta al servicio de los intereses de la patria, a la que calificaron como digna de un hombre de Estado. 
Hasta la lógica más elemental comprende que un presidente que jamás renunció, no abandonó sus funciones cuando fue obligado por la fuerza a dejar el Palacio de Carondelet para dirigirse al aeropuerto de Quito. Esa lógica absurda permitiría sostener que un presidente que no se encuentre en el palacio de Gobierno perdió su investidura, aunque sea público y notorio que ha sido capturado por la fuerza y que no ha presentado su renuncia. 
El Congreso Nacional cumplió su objetivo basándose en una mentira. La constitución establecía solamente dos caminos para reemplazar a un presidente legítimo legalmente electo en las urnas: recibir su renuncia o destituirlo mediante un juicio político en donde se siguieran los pasos constitucionales y se garantizara su derecho a la defensa. Como ninguno de los dos se había producido, el Congreso inventó un hecho inexistente e irrazonable: a un presidente sacado de su oficina por la fuerza de las armas, le acusó de haber abandonado el cargo; lo hizo para poder aplicar el artículo 167 de la Constitución: cese automático de funciones por abandono del cargo. Se valieron de esta flagrante mentira presenciada por todo el país para violentando la constitución legitimar el primer golpe de Estado militar en el nuevo milenio en el mundo. 
La presidencia de Jamil Mahuad terminó al cumplirse un año exacto de su anuncio de que gracias a la paz con el Perú, el Ecuador no gastaría ni un centavo más en armas para guerras internacionales.  
El nuevo presidente informó que la dolarización de la economía seguía su curso; mantuvo los planes diseñados por el presidente Mahuad; continuó recibiendo la asesoría del grupo de expertos extranjeros y confirmó a la mayoría de los funcionarios esenciales de su equipo dolarizador, quienes constituyeron una garantía para la correcta ejecución del proceso: Jorge Guzmán pasó de superintendente de Bancos a ministro de Finanzas, Alonso Pérez Kakabadse continuó como viceministro de Finanzas y Miguel Dávila como gerente general del Banco Central del Ecuador. Las reformas legales que debían acompañarla, elaboradas bajo la conducción de Juan Pablo Aguilar, que luego fueron coloquialmente denominadas leyes ‘Trole 1’ y ‘Trole 2’ y que pocos días más adelante fueron aprobadas por el Congreso Nacional, quedaron redactadas en dos cuerpos legales entregados.

## Vida después de la presidencia
Friendo con el mandato con constitucional, el expresidente Mahuad notificó al Congreso ecuatoriano que se ausentaría temporalmente del país porque aceptó la invitación del presidente Fujimori para observar la realidad peruana (la visita se inició con el más alto simbolismo de la paz que entre ambos habían logrado cuando en el puente binacional sobre el río Macará: se encontraron en la mitad del mismo Mahuad y su hija Paola y Fujimori y su hija Keiko) y la del presidente Eduardo Frei para asistir a la toma de posesión del presidente Lagos en Santiago de Chile. Luego se incorporó como fellow al Instituto de Políticas (Institute of Politics por su nombre en inglés) de la Universidad de Harvard.

## Víctima de persecución política: la justicia politizada en los tiempos del cólera político
Mientras desempeñaba estas labores académicas, la CSJ inició un proceso penal contra el expresidente por la Comisión de tres supuestos delitos: violación de las garantías constitucionales de los ecuatorianos por decretar el congelamiento de los depósitos bancarios; extralimitación en sus funciones y abuso de poder en la toma de estas decisiones, el 13 de julio de 2000.  
En una violación al principio de inocencia, el juicio se inició con una orden de prisión preventiva lo que limitó enormemente la capacidad de defensa del expresidente quien manifestó su disposición a regresar a Ecuador, pero sólo si recibía garantías de un juicio justo con cargos fundados y derecho a la defensa, asegurando que no podía juzgársele por tomar una decisión de política económica que no se encontraba de tipificada como delito en el Código Penal. 
En una entrevista concedida a un diario ecuatoriano, calificó la orden de prisión de la CSJ de "linchamiento político" pues al mismo tiempo obtenían amnistía por sus delitos los militares golpistas que lideraron el golpe de Estado.  
El 8 de octubre de 2001 se desafilió de la DP-UDC. 
La Corte Suprema de Justicia en sentencia del 6 de junio de 2006 le concedió el sobreseimiento provisional argumentando que no se había probado la existencia de ningún delito pues las decisiones que adoptó las hizo en uso de sus atribuciones constitucionales y no obtuvo ningún beneficio personal por hacerlo. 
El candidato presidencial Rafael Correa inició su campaña electoral prometiendo poner en prisión al expresidente Mahuad. Ganó las elecciones; en evidente violación a la separación de los poderes legislativo, ejecutivo y judicial se autoproclamó jefe de todas las funciones del Estado y dispuso que el poder judicial continuara con el juicio penal y condenara a Mahuad.
Durante la administración de Correa, jueces obsecuentes violando repetida e ilimitadamente el derecho humano al debido proceso, cumplieron con la orden que él impartió y el gobierno de Correa solicitó que Interpol detuviera al expresidente. Luego de realizar toda la investigación pertinente, la Asamblea General de Interpol calificó al proceso judicial como “de naturaleza esencialmente política” y se negó a ser parte de esta persecución.
Veinticinco años más tarde que el proceso aún no concluye y se encuentra pendiente de resolución en la Corte Constitucional del Ecuador. 

## Actividad actual
El expresidente Mahuad continúa dedicado a su actividad académica en el mundo. Desde el año 2000 está basado en la Universidad de Harvard como Post Doc Fellow del Programa de Negociación de la Escuela de Jurisprudencia (Program on Negotiation at Harvard Law School) y enseña Liderazgo y Negociación en los programas de Educación Ejecutiva de la Escuela de Gobierno Kennedy (Harvard Kennedy School).
Ha sido codirector del Proyecto para la Prevención de la Violencia Global, parte del Harvard Institute on Global Health (HIGH) creado bajo la Oficina del Presidente de la Universidad de Harvard (2009-2011); cofundador y asesor senior del Programa Internacional de Negociación de Harvard en la Escuela de Jurisprudencia de Harvard, (2004-hasta hoy), miembro del Directorio de la Iniciativa del Camino de Abraham, (2008-2018), camino considerado por National Geographic como el mejor sendero para caminar en el Medio Oriente (April 2014); miembro del Consejo Asesor Mundial de Mediadores sin Fronteras (2009) y miembro honorario de la Red de Liderazgo Adaptativo (2017). Ha enseñado en renombradas universidades en Europa, Asia, Estados Unidos y América Latina. La lista incluye la Universidad Americana de Beirut, la Universidad de Tokio, la Universidad de Saint Gallen en Suiza, la Pontificia Universidad de Salamanca, la Escuela de Negocios Sloan en el Instituto Tecnológico de Massachusetts (Sloan School of Management at MIT), la inicial final de Universidad de Yale (Yale University), y el Instituto Tecnológico de Monterrey. 
Ha dictado conferencias a muy diversas audiencias como la Academia de Guerra del Ejército de los Estados Unidos (US Army War College), el Banco Mundial, IBM, Congreso de Cirujanos de los Estados Unidos, Centro Fox (México), Tercer Congreso de Mediadores Europeos (London), Transformando el Mundo Árabe (Doha), Pensadores Transformativos (Berlin), el Tributo en Homenaje a la Vida de Roger Fisher (Toronto) (The Roger Fisher’s Life Tribute), Congreso de Magistrados Europeos en favor de la Mediación (Ginebra) (Congress of European Magistrates for the Mediation) (Geneva), y el Instituto Global para el Desarrollo del Liderazgo.  
El expresidente Mahuad ha realizado presentaciones sobre procesos de toma de decisiones, comunicación, negociación y liderazgo para el Directorio de la Organización de Presidentes Jóvenes en New York (YPO Board of Directors) y para sus capítulos en Baréin, Beirut, Bruselas, Cairo, Dubái, East West Explorer (Hong Kong), Khaleej Chapter (Estambul), Kuwait, Pakistán, Quito y Riad. 
El expresidente Mahuad contribuyó con un capítulo para el libro Las emociones en las negociaciones (Beyond Reason, 2005) de Roger Fisher and Daniel Shapiro.
En 2021 publicó Así dolarizamos al Ecuador, el libro más vendido en el Ecuador ese año. En 2022, la Harvard Kennedy School HKS publicó el caso de estudio titulado Liderazgo y negociación: terminando el más largo conflicto fronterizo del hemisferio occidental (Leadership and Negotiation: Ending the Western Hemisphere’s Longest Running Border Conflict).
Jamil Mahuad es miembro del Consejo de Presidentes y Primeros Ministros del Centro Carter de Atlanta, Estados Unidos. También integra tres organizaciones constituidas por expresidente y exjefes de gobierno: IDEA (Iniciativa Democrática para España y América), el Grupo Libertad y Democracia y la Misión Presidencial Latinoamericana.  

## Libros y publicaciones

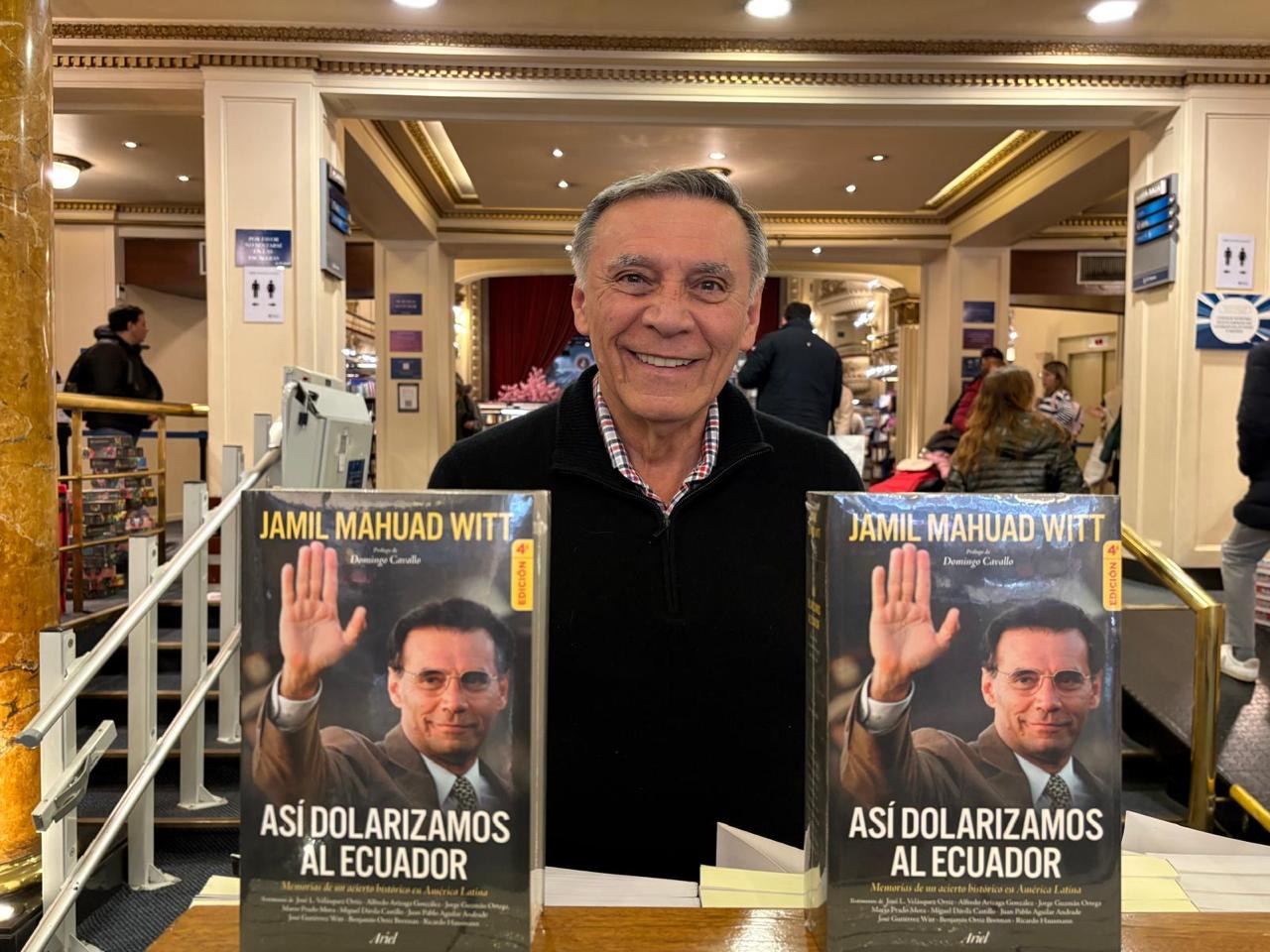
Presentación de libro: Así Dolarizamos Al Ecuador: Memorias de un acierto histórico en América Latina

- "Cómo usar estas ideas en el mundo real. Una narración personal por Jamil Mahuad, expresidente del Ecuador". En Fischer y Shapiro (2005). Las Emociones de la Negociación.[39]
- "If I’d wanted to teach about feelings, I wouldn’t have become a law professor". En coautoría con Melissa Nelken y Andrea Kupfer Schneider. En Venturing Beyond The Classroom (2010).[40]
- "Negotiating wicked problems: five stories". En coautoría con Calvin Chrustie, Jayne Seminare Docherty, Leonard Lira, Howard Gadlin y Christopher Honeyman. En Venturing Beyond The Classroom (2010).
- Así Dolarizamos Al Ecuador: Memorias de un acierto histórico en América Latina (2021).[41]

## Condecoraciones y méritos
- Gran Collar de la Orden Nacional de San Lorenzo, designada al Gran Maestre de la Orden de mayor rango en el Ecuador, presidida por el presidente de la República de turno.

- Doctor Honoris Causa grado otorgado por la Universidad Nacional Mayor de San Marcos, la más antigua de América, fundada en 1551. En la ciudad de Lima, República del Perú.